# Marine impériale japonaise
Cet article traite de la Marine japonaise de 1869 à 1947. Pour l'article sur la marine japonaise actuelle, voir Force maritime d'autodéfense japonaise.
Pour les articles homonymes, voir IJN.
La Marine impériale japonaise (大日本帝國海軍 Dai-Nippon Teikoku Kaigun ou, plus simplement, 日本海軍 Nippon Kaigun ; en anglais, Imperial Japanese Navy ou IJN ; MIJ en français) était la marine militaire du Japon impérial de 1869 à 1947. En Occident la Marine impériale japonaise est parfois désignée, à tort, comme la Flotte combinée (聯合艦隊, Rengō Kantai), mais ce terme désigne en réalité un degré d'organisation des effectifs de la flotte impériale, constituant une grande flotte de guerre conçue pour de vastes opérations en haute mer. En fonction des besoins du moment, la Marine impériale pouvait réorganiser ses navires et dissoudre ou reconstituer sa Flotte combinée, sa Rengō Kantai, mais comme cette dernière mobilisait la plupart des bâtiments les plus importants de la Marine, certains Occidentaux ont fini par confondre la Rengō Kantai avec la Marine elle-même.
Comparée à d'autres marines de guerre des XIXe et XXe siècles, la Marine impériale japonaise se distingue par la rapidité de son adaptation aux techniques les plus modernes de son époque. Cette adaptation s'est faite très rapidement lors de l'ouverture du pays sur l'Occident avec l'aide des puissances européennes. À l'aube de la Seconde Guerre mondiale, elle s'est imposée comme la troisième marine militaire au monde, et la première de la zone Pacifique. Elle va néanmoins se trouver confrontée aux deux premières forces navales au monde, l'US Navy et la Royal Navy, et après quelques grands succès initiaux, elle verra ses forces presque anéanties lors d'une longue guerre d'usure s'étendant sur tout l'océan Pacifique. Le Japon, après sa défaite finale et la paix, doit renoncer à l'existence même de forces armées, en particulier navales, et leur substitue des forces d'« autodéfense ».

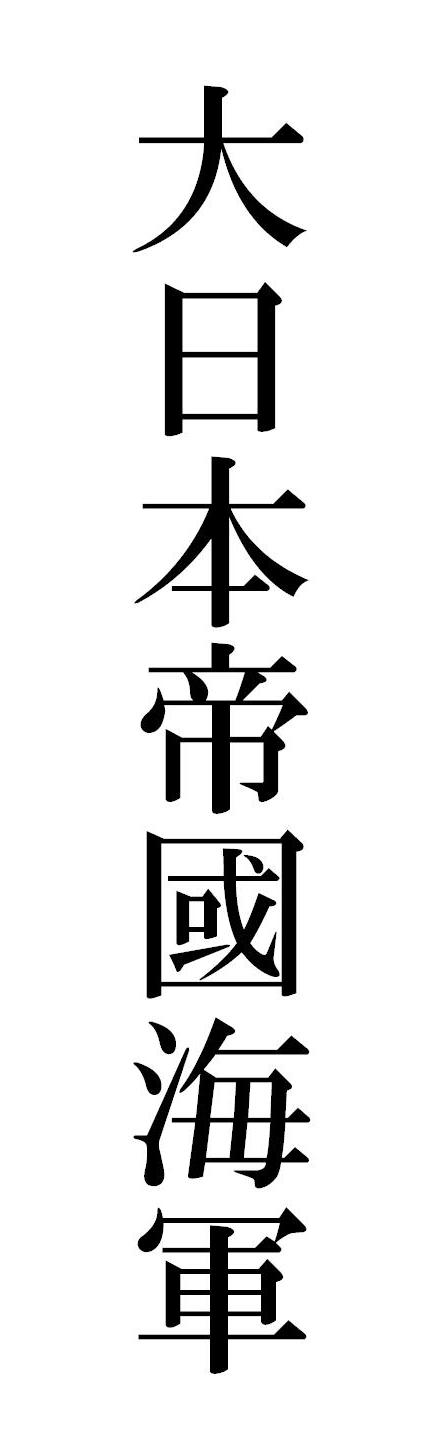
Les kanjis pour « Marine impériale japonaise »

## Origines
Pour un article plus général, voir Histoire navale du Japon.

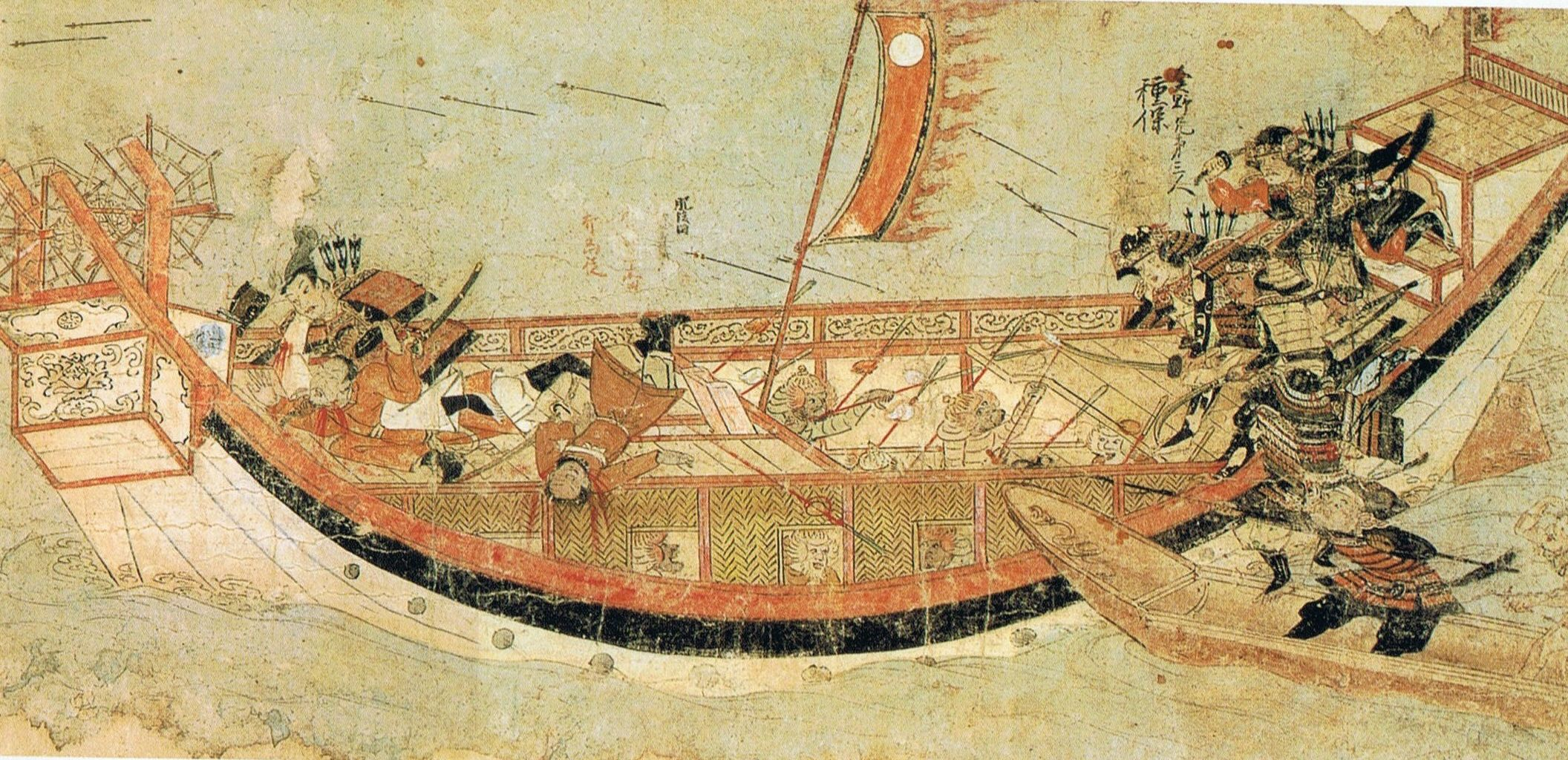
Samouraïs japonais en train d'aborder des navires mongols en 1281

La longue histoire des relations entre le Japon et le continent asiatique a impliqué le transport de troupes entre la Corée et le Japon dès le début de la période Kofun, au IIIe siècle. La première référence importante à des actions navales japonaises se trouve dans les rapports de l'invasion mongole du Japon par la marine de Kubilai Khan en 1281. Le Japon ne disposait pas d'une marine comparable à la marine mongole ; la majeure partie des combats eurent lieu sur le sol japonais. Mais, à cette occasion, un groupe de samouraïs japonais, transporté sur de petites embarcations côtières, aborda et prit le contrôle de plusieurs bateaux de la marine mongole.

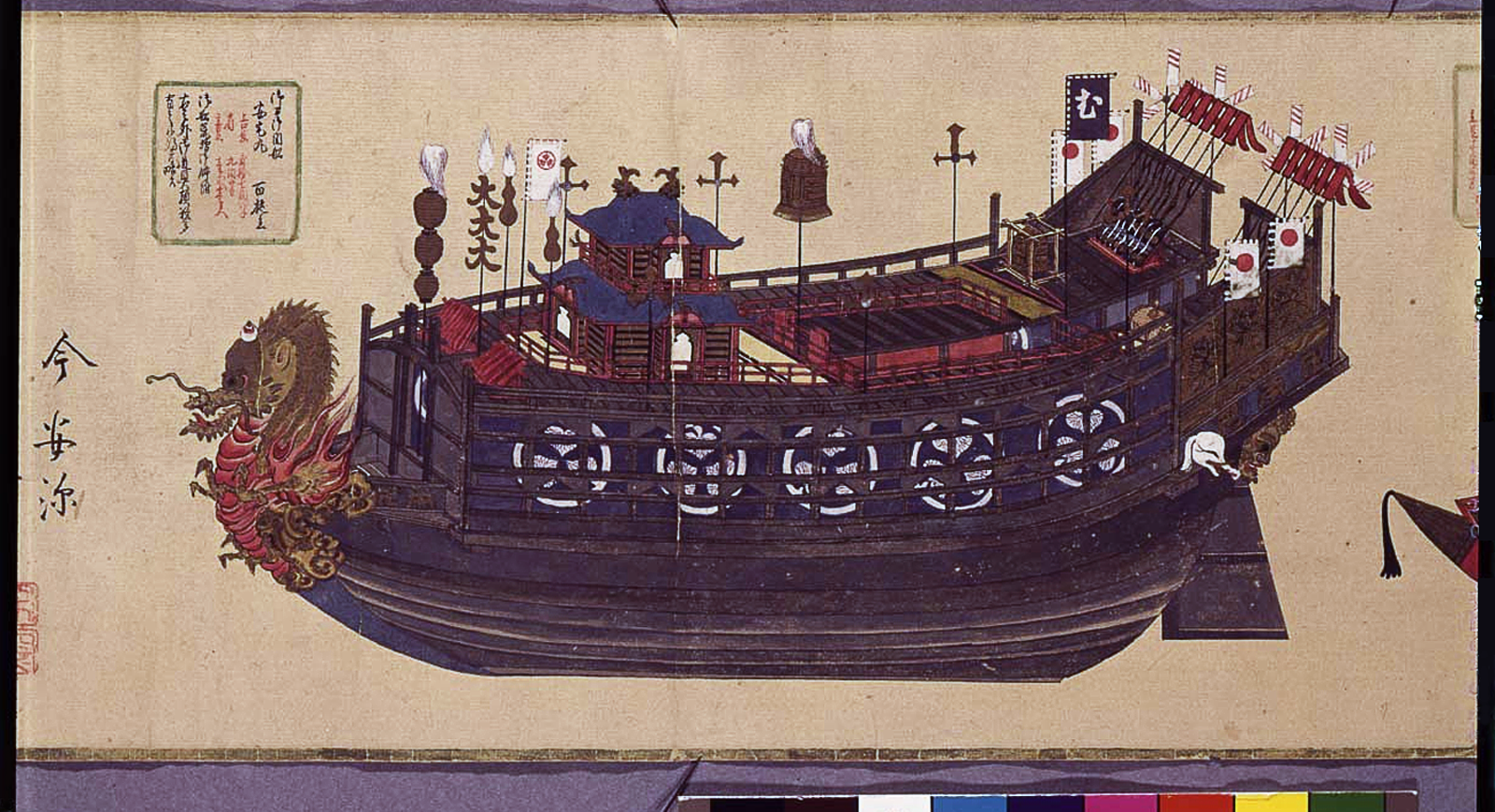
Bateau de guerre côtier japonais « Atakebune » du XVIe siècle.

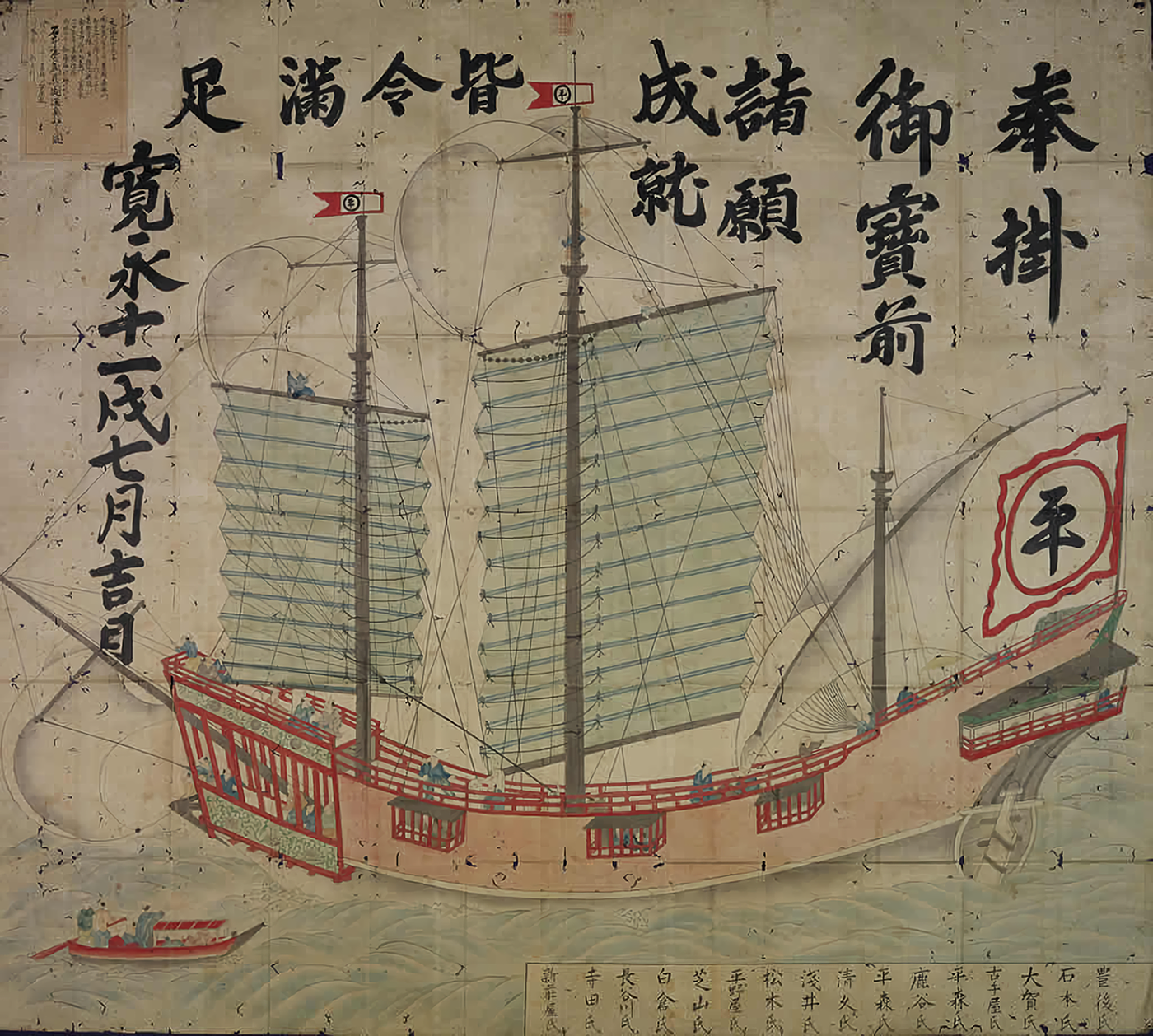
Un navire shuinsen de 1634, qui associe les technologies des bateaux orientaux et occidentaux.

Le Japon entreprit un grand effort de construction navale au XVIe siècle, quand les seigneurs féodaux en lutte pour la suprématie construisirent une vaste marine côtière composée de centaines de bateaux. Les plus grands de ces bateaux étaient appelés « Atakebune » (安宅船). Il semble que ce soit à cette période que le Japon ait développé les premiers navires cuirassés de guerre de l'histoire, quand Oda Nobunaga, un daimyo japonais fit construire, en 1576, six Ōatakebune (大安宅船), cuirassés de fer. Ces navires appelés Tekkōsen (鉄甲船, littéralement « bateaux cuirassés de fer ») étaient des barges armées de canons multiples et de fusils de grand calibre, capables de vaincre les plus grands des vaisseaux ennemis. Avec eux, en 1578, pendant un blocus naval, la marine du clan Mori fut vaincue à l'embouchure de la rivière Kizu, à Ōsaka. Ces bateaux étaient considérés comme des forteresses flottantes, plutôt que comme de véritables navires de guerre et ne furent utilisés que dans des actions côtières.
Le Japon construisit ses premiers navires océaniques au début du XVIIe siècle, à la suite de la période de rapprochements avec l'Occident. En 1614, le daimyo de Sendai, en accord avec le bakufu Tokugawa construisit le San Juan Bautista, un navire semblable à un galion de 500 tonneaux, qui transporta l'ambassadeur japonais en Amérique, et qui, de là, partit pour l'Europe. Toujours à la même période, 350 navires shuinsen furent commandés au Bakufu, dotés d'un armement traditionnel, mais incorporant quelques-unes des technologies européennes ; ils devaient être utilisés pour le commerce avec l'Asie. Quoi qu'il en soit, peu de temps après, et pour deux siècles, le Japon opta pour le Sakoku, une politique isolationniste qui interdit la construction de navires capables d'affronter l'océan.
L'étude des techniques occidentales de l'ingénierie navale recommença dans les années 1840 et s'intensifia au rythme de la croissance des expéditions occidentales le long des côtes du Japon, due au commerce avec la Chine et au développement de la chasse à la baleine. En 1852, le Bakufu, craignant des incursions étrangères, commença la construction du premier navire de guerre dans le style occidental, le Shohei Maru.

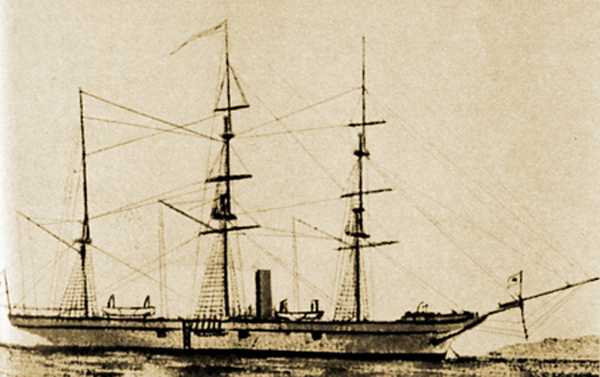
Le Kanrin Maru, le premier navire japonais de guerre à vapeur et à propulsion à hélice de 1855.

En 1854, le Commodore Perry des États-Unis obtint l'ouverture du pays au commerce international et l'établissement de concessions étrangères. À partir de là, le gouvernement Tokugawa soutint une politique d'assimilation active des techniques navales occidentales. En 1855, une école de formation navale est fondée à Nagasaki, et des aspirants furent envoyés dans des écoles occidentales, marquant le début d'une tradition de grands chefs militaires formés à l'étranger, dont les amiraux Takeaki Enomoto, Heihachirō Tōgō et plus tard Isoroku Yamamoto furent les brillants représentants. En 1865, des ingénieurs français, notamment , Léonce Verny, ingénieur du Génie maritime élève de Dupuy de Lôme, furent engagés pour construire des chantiers comme l'arsenal naval de Yokosuka et celui de Nagasaki.
Avant la fin du « mandat » du Shogun Tokugawa, en 1867, la marine japonaise possédait huit navires de guerre à vapeur de type occidental, appuyés par le Kaiyo Maru qui servirent contre les forces pro-impériales pendant la guerre de Boshin, aux ordres de l'amiral Enomoto.
D'autres navires furent célèbres : le Jho Sho Maru, le Ho Sho Maru et le Kagoshima, tous construits par Thomas Blake Glover à Aberdeen.

## Naissance de la Marine impériale
À partir de 1868, date à laquelle commence l'ère Meiji, le Japon n'a de cesse de s'industrialiser et de se militariser pour se protéger des puissances européennes et des États-Unis. Le 17 janvier 1868 est créé le ministère des affaires militaires, dont Iwakura Tomomi, Shimazu Tadayoshi et le prince Komatsu Yoshiakira sont les premiers secrétaires. La revue navale organisée le 26 mars suivant, dans la baie d'Osaka, fait prendre conscience aux Japonais de leur retard. Les six navires japonais des flottes privées domaniales, à savoir les Saga, Choshu, Satsuma, Kurume, Kumamoto et Hiroshima participants n'ont qu'un tonnage global de 2 252 tonnes, bien moins que le seul navire français présent.
La Marine impériale japonaise est officiellement établie en juillet 1869, deux mois après les derniers combats de la guerre de Boshin. En 1871, les marines privées sont dissoutes et leurs onze navires sont ajoutés aux sept de l'ancienne flotte du Bakufu Tokugawa, pour former l'ossature de la nouvelle marine. En 1872, le ministère des affaires militaires, se scinde en deux entités, le ministère de l'armée et celui de la marine, en octobre 1873, Katsu Kaishū prend la tête de ce dernier. Le nouveau gouvernement se lance alors un ambitieux défi : posséder 200 bateaux organisés en 10 flottes. Ce programme est rapidement abandonné, au bout d'un an, du fait du manque de ressources industrielles et de la nécessité du développement des forces terrestres, pour faire face à des rébellions, comme celle de Satsuma, en 1877. La politique maritime est alors marquée par deux principes, Shusei Kokubō (en japonais 守勢国防, littéralement « Défense statique ») et Rikushu Kaijū (陸主海従, l'armée en premier puis la marine), on favorise donc les défenses côtières et les navires de petit tonnage.

### Aides et influences étrangères

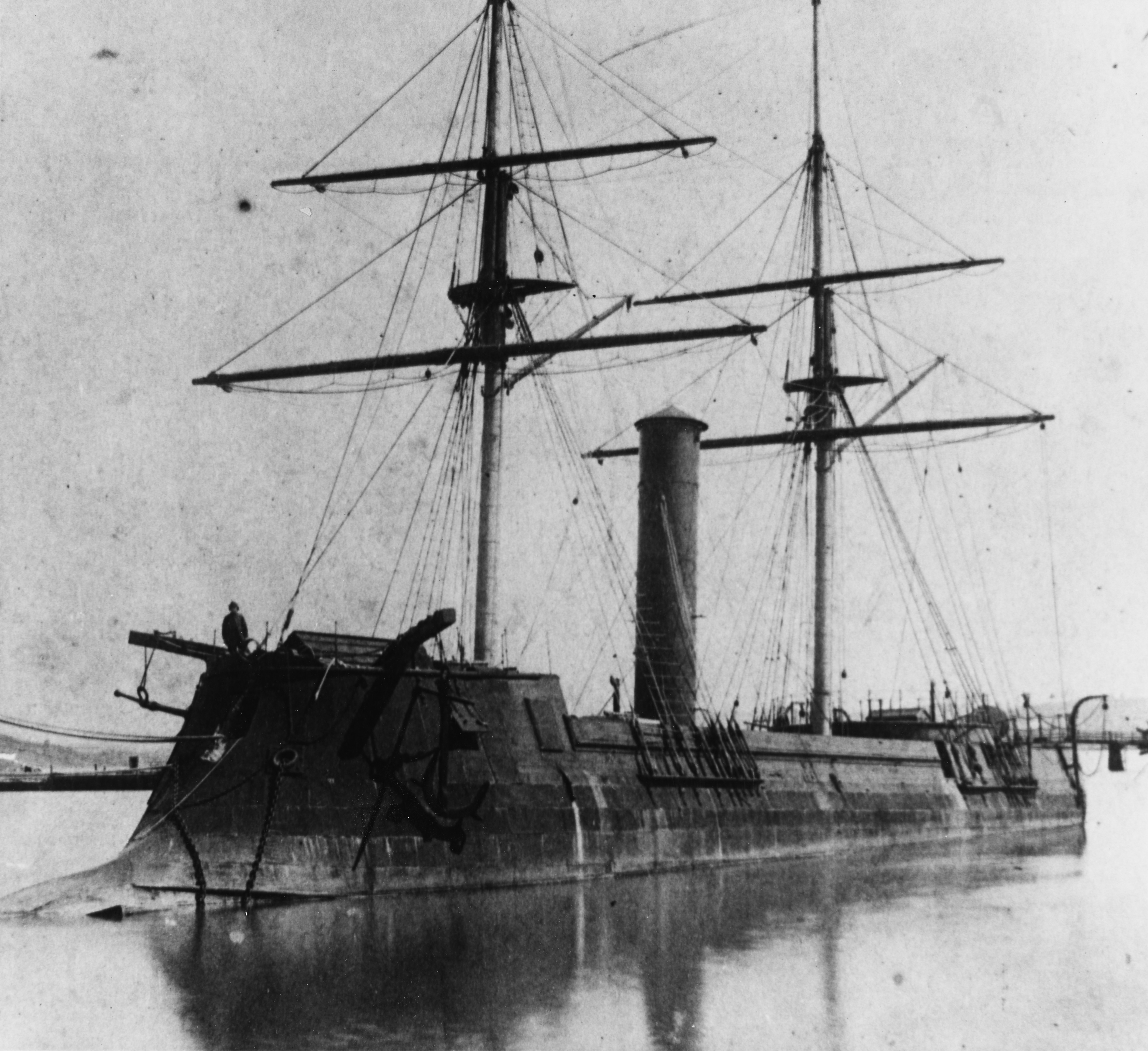
Le CSS Stonewall en 1865, qui deviendra le Kōtetsu en 1868.

Très en retard technologiquement, le Japon décide de s'inspirer de l'exemple des marines occidentales et de recourir à l'achat de bateaux produits à l'étranger, pour moderniser sa flotte. Tout naturellement, le choix se porte sur la Royal Navy, qui domine alors les mers, et qu'un décret impérial de 1870 impose comme modèle à la nouvelle Marine impériale. En 1869, Thomas Blake Glover supervise la construction, en Écosse, du premier navire de guerre moderne japonais, le Jho Sho Maru (renommé par la suite Ryujo Maru), et une mission militaire anglaise, dirigée par le commodore Douglas, visite le Japon en 1873, pour aider au développement de sa marine. Par la suite, le commodore Willan fut engagé pour former les cadets de la marine en 1879. Régulièrement, du fait de la faiblesse de l'industrie nationale, le Japon fait appel aux chantiers navals britanniques pour équiper la flotte. Cette pratique durera jusqu'en 1913 et l'achat des quatre bâtiments de la classe Kongō. Les britanniques ont aussi une influence certaine sur le développement des industries locales comme Ishikawajima et Kawasaki.

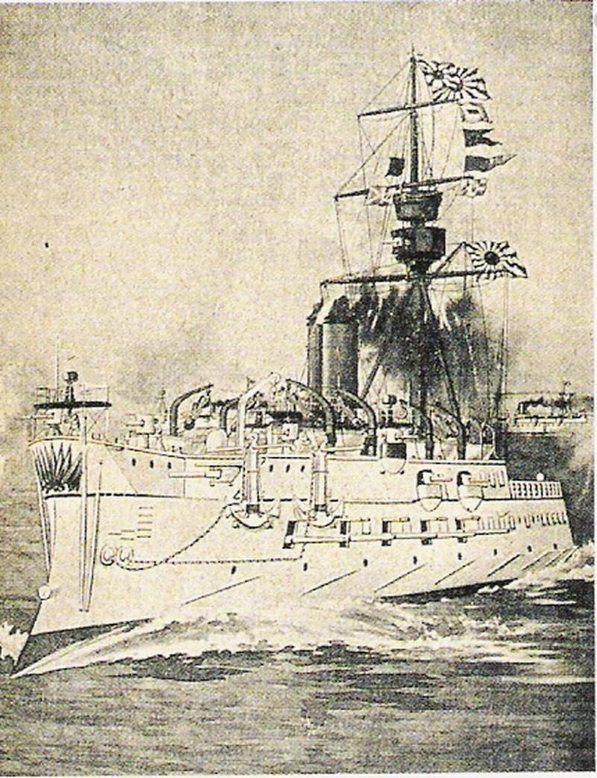
Le Matsushima, bateau de construction française utilisé pour la bataille du fleuve Yalu

Une autre influence fut la Jeune École française, qui après sa victoire lors de la guerre qui l'avait opposée à la Chine, commence à intéresser également le Japon. L'utilisation par Courbet de la torpille comme arme décisive pousse le gouvernement japonais à se doter de vingt-deux torpilleurs. On peut retrouver cette influence française, aussi, dans l'acquisition, dès 1869, de son premier cuirassé capable d'affronter l'océan, le Kōtetsu, 10 ans seulement après l'introduction de ces bateaux en Occident (La Gloire étant le premier cuirassé français), ou l'utilisation de mines marines, mais aussi pour la préférence accordée aux navires rapides et endurants. À partir de 1886 et jusqu'en 1890, l'ingénieur du génie maritime Louis-Émile Bertin - à la demande de l'empereur Mutsuhito et du gouvernement japonais - repris le flambeau de Léonce Verny et eu un rôle majeur dans le développement de la marine militaire du Japon et des arsenaux de Kure et Sasebo et de la base navale de Yokosuka. Les navires de Louis-Émile Bertin, en particulier les croiseurs protégés de 4 300 tonnes constituèrent le noyau de la flotte japonaise de l'amiral Ito qui battit les escadres chinoises commandées par l'amiral Ting lors de la guerre sino-japonaise dans la célèbre bataille navale au large de l'embouchure du Yalou, le 17 septembre 1894, à la frontière sino-coréenne et plus tard, pendant la guerre russo-japonaise, les 27 et 28 mai 1905, la flotte de l'amiral Rojestvensky, qui était partie de Cronstadt pour l'Extrême-Orient, fut anéantie par l'amiral Togo près des îles Tsushima.

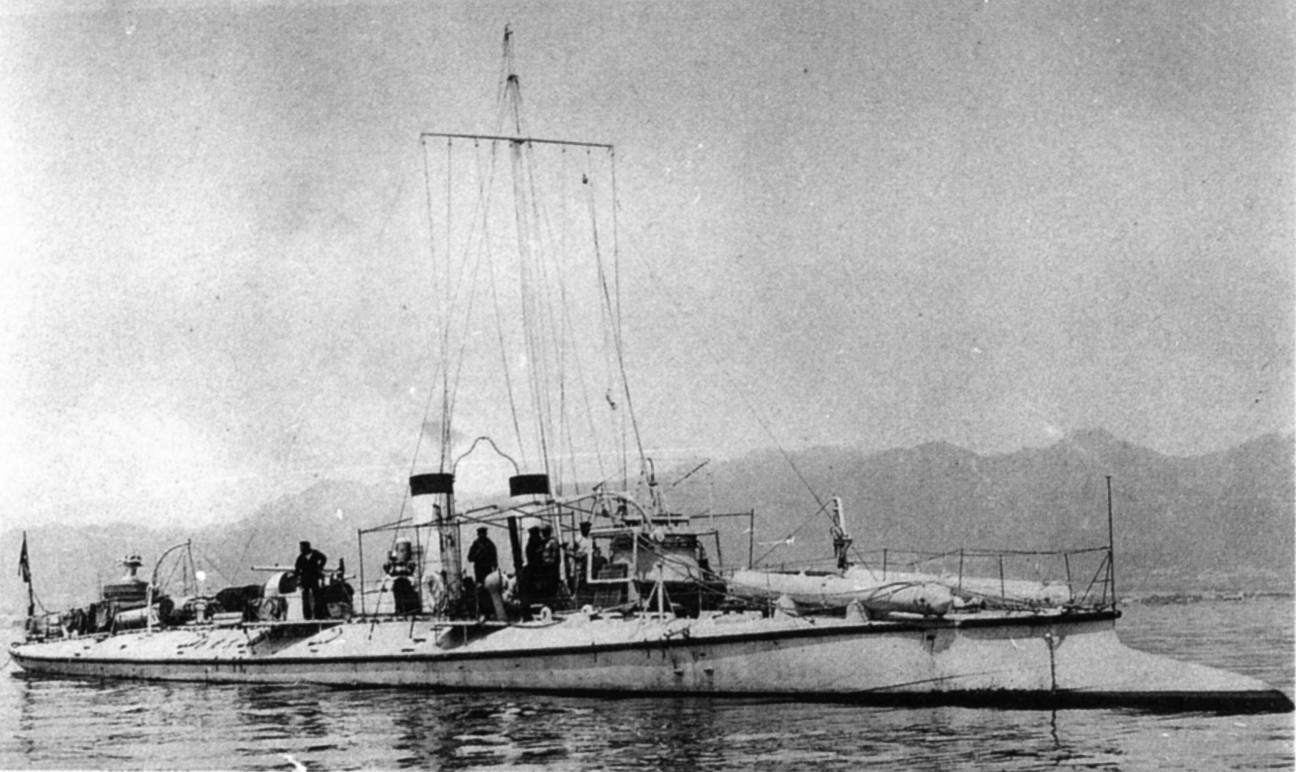
Le destroyer lance-torpilles Kotaka

### Vers unemarine de haute-mer
Pendant les années 1890, la politique étrangère du Japon amorce un virage. La croissance de son industrie nationale naissante, sur l'archipel, rend indispensable l'apport extérieur de matières premières à bas prix, et donc la création de colonies. Le relativement petit territoire japonais n'ayant en effet que peu ressources minières et de sources d'énergie, une étude de 1886 estime que la production nationale de charbon ne pourrait couvrir que les deux-tiers de la consommation journalière de la flotte en temps de guerre. Il jette tout d'abord son dévolu sur la Corée, alors aux mains de la dynastie Qing. La flotte chinoise est aussi en cours de modernisation, elle s'est, par exemple, procuré dans l'Empire allemand deux cuirassés de 7 335 tonnes, les Ting Yüan et Chen-Yüan, qui dépassent en puissance tout ce que les japonais peuvent aligner. Après quelques escarmouches navales, la guerre est déclarée officiellement, le 1er août 1894, et un mois plus tard, le 1er septembre, la marine japonaise écrase la Flotte du nord du Qing au large de l'embouchure du Yalu, coulant huit navires chinois sur les douze présents. Cette bataille navale décisive combinée à celle terrestre mettent rapidement la Chine à genoux et celle-ci doit signer le traité de Shimonoseki, qui accorde l'indépendance à la Corée, et donne au Japon la péninsule du Liaodong. Cependant, cette victoire provoque l'intervention des nations européennes, qui obligent les Japonais à restituer Liaodong à la Chine. L'Empire russe, particulièrement inquiet de la montée en puissance du Japon en Mandchourie, décide alors d'occuper immédiatement ce territoire, et en obtient la concession en 1898.

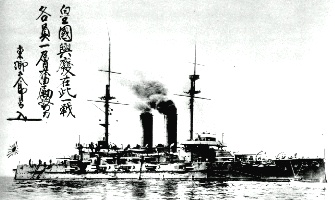
Le Mikasa, en 1905, le plus puissant navire de ligne de son temps

Les Japonais se sentent humiliés par cet affront, et décident de lancer un programme de dix ans, nommé « persévérance et détermination » (臥薪嘗胆, Gashinshōtan), qui doit leur donner les moyens de combattre leur nouveau et puissant adversaire européen. Des achats et des nouvelles constructions navales sont décidés, pour renforcer la flotte, en plus des unités chinoises récupérées. L'effectif de la Marine impériale passe alors de 15 100 à 40 800 hommes. En 1905, la flotte est composée de six cuirassés (tous fabriqués au Royaume-Uni), huit croiseurs cuirassés (4 britanniques, 2 italiens, 1 allemand et 1 français), neuf croiseurs (5 fabriqués au Japon, 2 britanniques et 2 américains), vingt-quatre destroyers (16 fabriqués au Royaume-Uni et 8 au Japon) et soixante trois torpilleurs (26 fabriqués en Allemagne, 10 au Royaume-Uni, 17 en France, et 10 au Japon). Outre l'augmentation d'effectif, elle est aussi la première marine au monde à posséder un système de communication sans câble (radio), et une pionnière dans l'emploi de l'artillerie à grande portée.
La guerre est déclenchée cette même année, la flotte japonaise va tout d'abord écraser, par surprise, la flotte russe du Pacifique, basée à Port-Arthur, ce qui permet l'investissement de la forteresse. Par la suite, elle défait aussi, la flotte de secours de l'amiral Rojestvenski, qui après son long voyage à partir de l'Europe, est quasiment anéantie lors de la bataille de Tsushima. Cette victoire est considérée comme l'une des plus décisives de l'histoire, car la flotte russe fut pratiquement anéantie : sur 38 navires, 21 furent coulés, 7 capturés et 6 désarmés. 4 545 marins russes périrent, 6 106 furent faits prisonniers ; alors que les pertes japonaises se limitèrent à 116 marins et 3 torpilleurs. Elle marque aussi la seconde victoire décisive d'une puissance non européenne après Adoua. La victoire du Japon, lui permet enfin, de transformer la Corée en colonie en 1910, et de s'assurer du plein contrôle de la mer de Chine orientale, qui devient en quelque sorte sa mer intérieure. Après ce succès, la Marine impériale, devenue une des premières au monde, va chercher, à acquérir son indépendance complète dans le domaine de la construction navale. Elle commence à produire ses premières grosses unités, comme le cuirassé Satsuma, mis en service en 1909, qui manque de peu de devenir le premier bâtiment monocalibre au monde, devant le HMS Dreadnought, navire de guerre britannique lancé, lui, en 1906, et dont le nom de baptême est quasiment immédiatement utilisé pour désigner un nouveau type de navires, les dreadnoughts. Les derniers achats importants que la Marine impériale réalise à l'étranger seront les quatre croiseurs de bataille de la classe Kongō, commandés au Royaume-Uni en 1913. Non seulement le Japon s'est constitué une flotte puissante et nombreuse, mais il a réussi à mettre en place l'industrie capable de l'équiper. Celle-ci, très dynamique, réalise souvent des premières mondiales, comme l'adoption du calibre de 356 mm sur les cuirassés de la classe Fusō, puis de 410 sur ceux de la classe Nagato.
La Première Guerre mondiale, au cours de laquelle, le Japon, allié de l'empire britannique, entra en guerre aux côtés des Alliés, le 23 août 1914, va permettre encore de renforcer la position du Japon sur la scène internationale. À cette date, le budget naval est de 1,240 milliards de franc français valeur 1930. Il y récupère le contrôle des colonies allemandes d'Océanie, à savoir les îles Marshall, les Mariannes, et les îles Carolines, ainsi que des concessions et intérêts économiques allemands en Chine. Paradoxalement, la marine japonaise, après la destruction de l'escadre de l'amiral Von Spee, et la prise de Tsingtao, se retrouve sans réel ennemi à sa portée, et doit se contenter de garder les routes commerciales du Pacifique et de l'océan Indien.
Elle envoie même quelques destroyers à titre symbolique en mer Méditerranée faire de la lutte anti-sous-marine. Au 1er septembre 1917, elle dispose de 2 dreadnoughts en service (2 en achèvement), 13 pré-dreadnoughts, 1 croiseur de bataille (3 en achèvement), 38 destroyers récents (2 en achèvement), 4 sous-marins récents (2 en achèvement). La plus grosse perte de la marine japonaise, durant la guerre, sera due à un accident, le cuirassé Kawachi explose le 12 juillet 1918, à la suite d'une combustion spontanée de ses munitions, provoquant la mort de 600 à 700 hommes.

### Rivalité interne avec l'Armée
Pour diverses raisons, notamment des rivalités idéologiques et de clans, une scission se crée entre armée et marine, les deux se disputant les allocations en moyens de l'État ainsi que sa doctrine militaire, et ne partageant que peu de ressources. Il en résultera un corps armé au sein de la marie, et une seconde marine contrôlée par l'armée, allant jusqu'à comporter un porte-avions d'escorte et une dizaine de navires de guerre amphibie et de sous-marins durant la Seconde Guerre mondiale.
Le secteur de l'aviation sera également impacté, chaque corps développant des forces aéroportées indépendantes.

## La rivalité et la lutte avec l'United States Navy

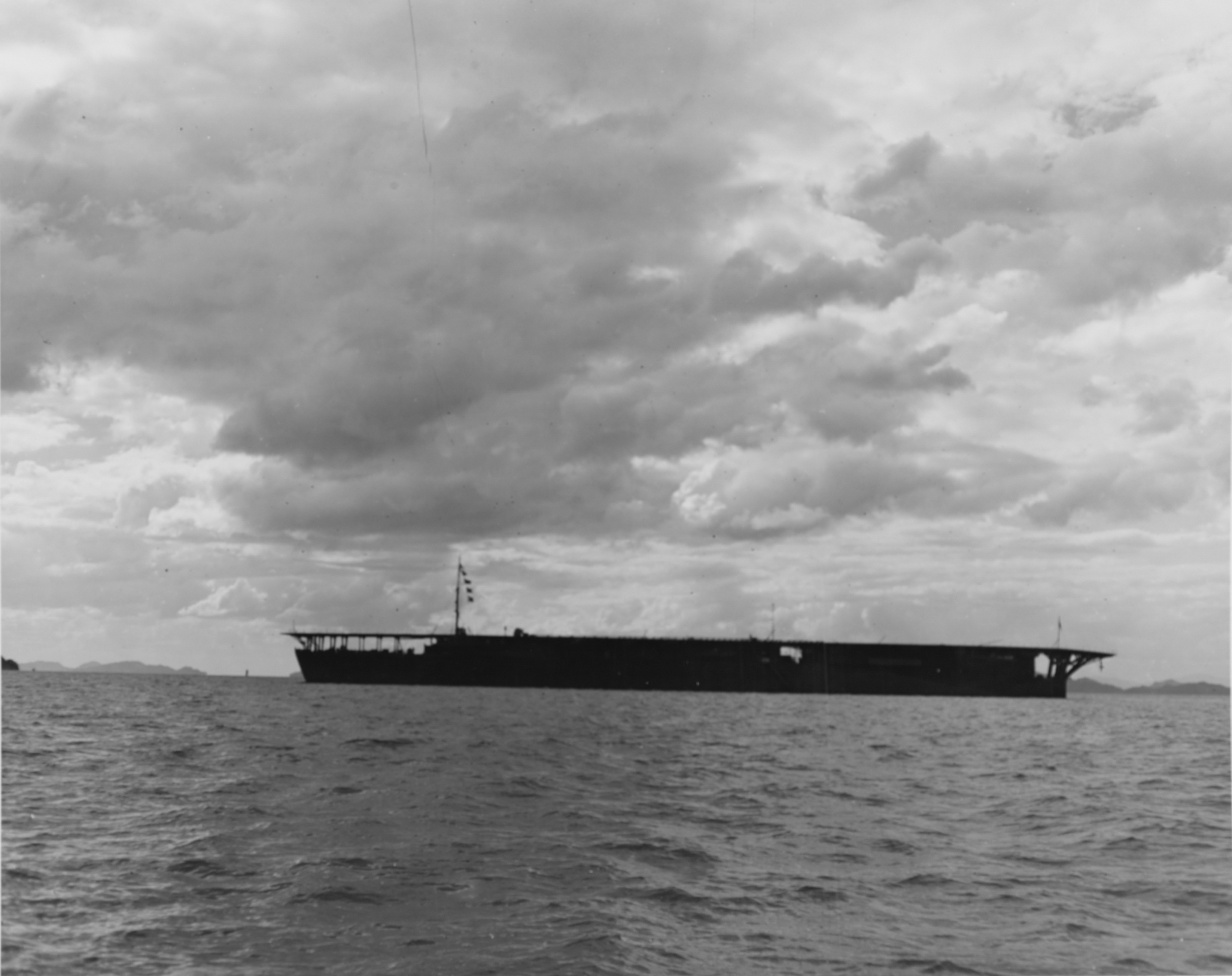
Le Hōshō, premier porte-avions conçu dès l'origine comme tel à avoir été mis en service (en 1922).

À la fin de la Première Guerre mondiale, le Japon est devenu l'une des deux principales puissances de la zone du Pacifique et contrôle un ensemble de colonies qui alimente son industrie en matières premières. Pour protéger ses voies commerciales, il dispose d'une marine devenue, en quelques années, la troisième du monde. Son industrie devenue puissante le rend indépendant des achats réalisés à l'étranger. Un nouveau virage va être amorcé, avec la rupture avec la Grande-Bretagne, le 17 août 1923. Les deux premières flottes du monde, qui sont à l'époque, respectivement, la Royal Navy et l'US Navy risquent alors de devenir hostiles et de menacer les intérêts japonais. Du fait de sa proximité, l'américaine est bien sûr, la plus menaçante. Son économie demandant de plus en plus de ressources, le Japon se tourne vers le continent, ce qui donne d'abord l'invasion de la Mandchourie, en 1931, donnant naissance à l'état vassal du Manzhouguo, puis, en 1937, la seconde guerre sino-japonaise.
Cependant, cette expansion vers l'ouest, principalement soutenue par les milieux proches de l'armée, va se heurter à plusieurs difficultés. Tout d'abord la résistance chinoise, rend le conflit long et coûteux, obligeant par la même à obtenir encore plus de ressources, ensuite les Japonais subissent plusieurs échecs contre les Soviétiques, qui les dissuadent de poursuivre une expansion vers la Sibérie, enfin certaines ressources indispensables, comme le pétrole ou le caoutchouc, ne sont disponibles qu'en Asie du Sud-Est. Cet ensemble de facteurs, va donc donner naissance à une stratégie d'expansion vers le sud, à laquelle s'opposent les intérêts américains et britanniques.
Dans les années qui précèdent la Seconde Guerre mondiale, la Marine impériale japonaise, jusqu'alors encore simple auxiliaire de l'armée pour les conquêtes continentales, commence à se structurer spécifiquement dans l'objectif de combattre les États-Unis, pour le contrôle du Pacifique. En 1934, le Japon dénonce le Traité naval de Washington signé en 1922, qui limitait sa flotte aux trois cinquièmes de celle des États-Unis et du Royaume-Uni. Elle entame alors de nombreuses constructions de navires très offensifs, pour parvenir à dominer ses futurs adversaires dans le cadre du Plan de réarmement japonais.

### La flotte japonaise à l'entrée de la Seconde Guerre mondiale

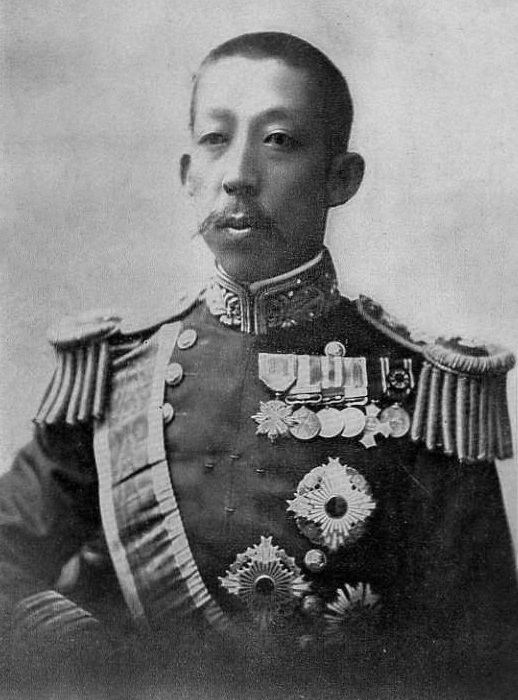
Le prince Hiroyasu Fushimi, chef d'état major de la marine de 1932 à 1941

En 1937, la Marine impériale se trouve placée sous les ordres du Quartier-général impérial (Daihonei), une structure indépendante du gouvernement qui chapeaute également l'armée. Au début de la guerre sino-japonaise, elle a pour mission d'appuyer l'invasion continentale de la Chine en imposant un blocus maritime par la conquête des principaux ports du pays.

#### Budget d'avant-guerre
En 1929, le budget est de 269 117 000 yens. En 1930. il est de 263 937 688 yens) soit 3,230 milliards de francs valeur 1930, derrière les États-Unis (7,5 milliards de francs) et l'Empire Britannique (6,8 milliards de francs) et devant la France (2,618 milliards de francs) et le royaume d'Italie (1,610 milliards). Et le pourcentage du budget de l'État japonais consacré à la marine est de 15 %, très loin devant les autres signataires du traité naval de Londres (de 7,5 % pour les États-Unis à 5,3 % pour la France).
Son budget avant la guerre du Pacifique est le suivant, :
| Exercice              | 1937/38       | 1938/39       | 1939/40       |
| --------------------- | ------------- | ------------- | ------------- |
| Budget ordinaire      | 273 953 380 ¥ | 293 382 000 ¥ | 287 215 000 ¥ |
| Budget extraordinaire | 407 700 286 ¥ | 383 976 000 ¥ | 366 726 000 ¥ |
| Total                 | 681 658 616 ¥ | 687 358 000 ¥ | 658 942 000 ¥ |

Les crédits indiqués pour les constructions neuves ont été (Titre I, budget extraordinaire) pour 1937-38 de 218 195 000 yens et pour 1938-39 de 218 420 000 yens. On pense qu'il s'agissait, dans les deux cas, des sommes nécessaires à l'achèvement de la seconde tranche du Programme naval de remplacement de mars 1937 et peut-être au paiement du solde concernant les derniers bâtiments du programme 1934.
En outre, trois états de nouveaux crédits ont été ouverts en mars 1939 :
- 1 205 000 000 yens pour une période de 6 ans, au titre des constructions neuves ;
- 488 000 000 yens, pour une période de 5 ans, au titre de l'aviation maritime (300 000 000 de yens et des arsenaux et de la défense de la côte ;
- 194 000 000 de yens, pour une période de 5 ans, dont 91 000 000 pour la modernisation de l'armement en général, 90 000 000 pour l'aviation et 13 000 000 pour divers chapitres.

D'autre part, cinq budgets supplémentaires spéciaux ont successivement accordés à la Marine depuis juillet 1937, au titre des opérations en Chine :
- 9 100 000 yens
- 95 100 000 yens
- 349 958 000 yens
- 1 043 000 000 yens (du 1er février 1938 au 1er avril 1939)
- 1 020 000 000 yens (du 1er avril 1939 au 31 mars 1940)

Ces derniers crédits couvrent les dépenses de personnel et approvisionnements correspondants, celles nécessitées par l'accroissement rapide des forces aériennes, les communications, les constructions, le remplacement des diverses armes, les dépenses de réquisition (réserves appelées et bâtiments), les indemnités aux tués et blessés.

#### Généralités
Le 27 septembre 1940, à la signature du pacte tripartite, la marine dispose de :
- 10 cuirassés ;
- 10 porte-avions ;
- 36 croiseurs ;
- 113 destroyers ;
- 63 sous-marins.

À la fin de 1941, le Japon possède l'une des meilleures flottes de guerre du monde, et sûrement la plus agressive. Elle base sa stratégie sur une doctrine, celle de la bataille décisive, fortement ancrée dans son histoire récente depuis les batailles du fleuve Yalou et de Tsushima. La supériorité navale devant être obtenue en contraignant les marines adverses à une série d'engagements rapides et meurtriers, où la concentration et la supériorité des forces japonaises doivent être déterminantes. De plus, longtemps limitée en tonnage aux trois cinquièmes de l'United States Navy et de la Royal Navy par le traité naval de Washington, elle se devait de compenser en rendant chacun de ses navires plus puissant que le navire équivalent de son futur adversaire. Tous les bâtiments de sa flotte sont donc construits en conséquence : ils doivent être rapides, dotés d'un grand rayon d'action et puissamment armés. De même les équipages et officiers sont animés d'un esprit offensif qui leur fait tenir en piètre estime des tâches comme l'escorte de ses convois ou l'attaque de ceux de l'adversaire.
Cependant, si l'effet était dévastateur lors des engagements contre les forces ennemies, cette doctrine avait des travers: elle laissait les navires de commerce exposés aux coups de l'aviation et des sous-marins ennemis alors que le ravitaillement de ce même ennemi n'était, lui, pas inquiété. D'autres faiblesses découlaient de cette volonté offensive : une tendance à surcharger les coques des bâtiments de combat, en installant trop d'armement et d'équipements, parfois jusqu'aux limites de la stabilité. Cette façon de concevoir les navires rendait le contrôle des avaries plus délicat et rendait problématique l'installation de nouveaux équipements. Par exemple, les ingénieurs japonais durent parfois débarquer une partie de l'armement anti-surface quand il devint nécessaire de renforcer celui à vocation anti-aérienne.
Néanmoins, le plus gros handicap de la marine japonaise était le ravitaillement en pétrole, ce qui rendait l'idée d'une guerre longue impossible. Le temps lui était compté; elle devait remporter une victoire décisive lors de la première année. Sinon, ses réserves de carburant épuisées, elle serait à la merci de ses opposants qui, dotés d'une capacité industrielle supérieure, augmenteraient le tonnage et la puissance de leur flotte plus rapidement. Le Japon avait cependant l'énorme avantage de pouvoir concentrer toutes ses forces dans le Pacifique, alors que les États-Unis et le Royaume-Uni devaient aussi soutenir une lutte intense en Atlantique et en Méditerranée, ce qui donnait au Japon une écrasante supériorité régionale dans les premiers temps du conflit. Un autre de ses handicaps majeurs sera le retard en moyens de détection radar et matière de lutte anti-sous-marine.
| Forces navales des principaux protagonistes au début 1942 dans le Pacifique |                            |         |
| Équipement principaux                                                       | Marine impériale japonaise | US Navy |
| Navires de lignes                                                           | 10                         | 4       |
| Porte-avions                                                                | 11                         | 6       |
| Croiseurs                                                                   | 38                         | 22      |
| Destroyers                                                                  | 125                        | 80      |
| Sous-marin                                                                  | 75                         | 45      |

Pour mettre en œuvre la doctrine de la bataille décisive, deux écoles de pensée s'affrontaient alors au sein de la marine japonaise. L'une, traditionnelle, comptait s'appuyer sur une puissante flotte de navire de bataille et de croiseurs qui, appuyée par de nombreux contre-torpilleurs d'escadre et sous-marins, devait constamment poursuivre les groupes de surface ennemis puis les anéantir. La seconde, plus novatrice, prônait l'emploi de l'aéronautique navale, à la fois embarquée et basée à terre, pour poursuivre le même but. Le débat ne fut réellement tranché qu'après les premières expériences du conflit, qui donnèrent plutôt raison à la seconde, et le Japon avec ses ressources limitées mena de front à la fois la construction de puissants navires de surface comme les cuirassés de la classe Yamato ou les croiseurs de la classe Takao, et celle de porte-avions, dont le premier, le Hosho avait été lancé en 1922.

#### Forces de surface

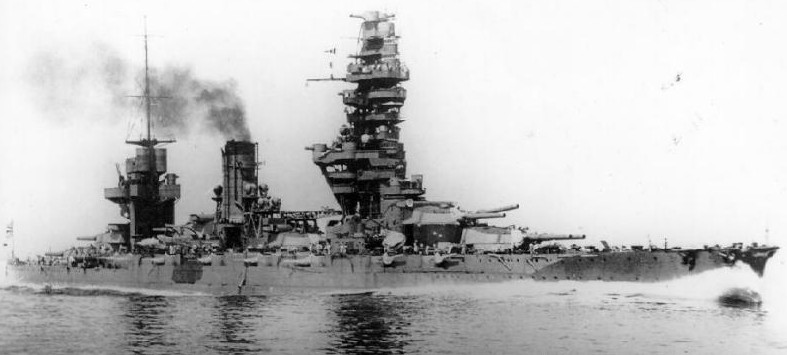
Le Fusō lors de ses essais en 1933.

Les navires de combat étaient la composante la plus ancienne de la Marine impériale, elle bénéficiait encore d'un prestige certain, les cuirassés étant considérés comme les rois des mers. Fidèles à leurs traditions offensives, les unités et équipages japonais étaient parmi les meilleurs du monde. Dans le domaine des navires de ligne, on comptait dix unités opérationnelles. Le Yamato, qui serait bientôt rejoint par deux autres alors en construction (le Musashi et le Shinano) et qui, par ses dimensions et son armement de 460 mm, surpassait tout autre cuirassé au monde, mais aussi les deux de classe Nagato (Mutsu et Nagato), armés avec huit canons de 410 mm et bien protégés. Ces trois unités modernes pouvaient être appuyées par quatre plus anciennes des classes Fusō (Fusō et Yamashiro) et Ise (Ise et Hyuga) armés eux de douze pièces de 356 mm en six tourelles, ainsi que par les quatre anciens croiseurs de bataille de la classe Kongō (Kongō, Haruna, Hiei, Kirishima) fortement modernisés qui, avec leurs huit 356 mm, pouvaient filer 30 nœuds.

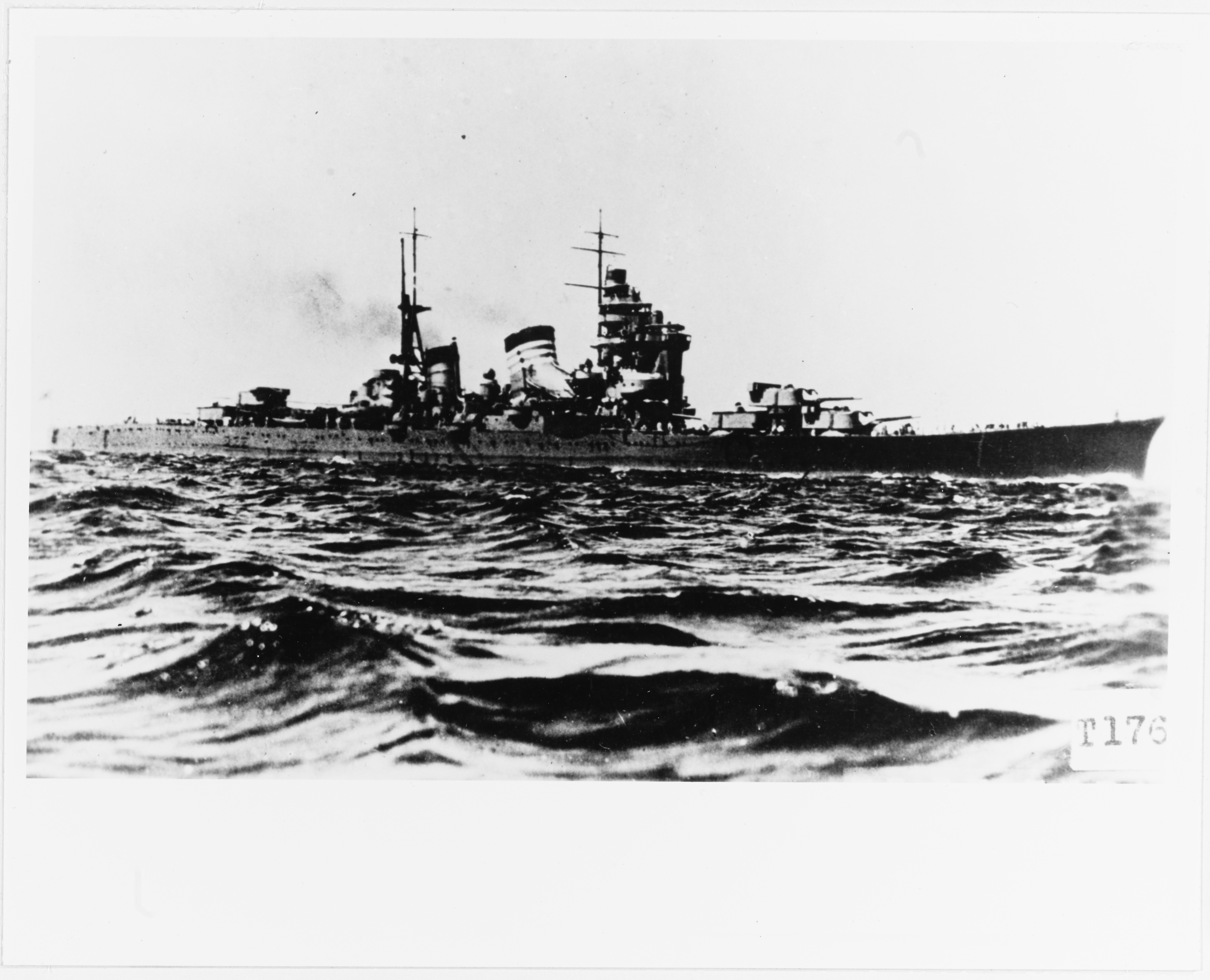
Le croiseur lourd Haguro, de la classe Myōkō.

Du côté des croiseurs, une série de 18 croiseurs lourds construits depuis le début des années 1930, symbolisait bien la doctrine japonaise, les trois classes de quatre navires, Myōkō, Takao et Mogami, portaient tous dix canons de 203 mm et étaient capables d'une vitesse d'au moins 34 nœuds. Les deux de classe Furutaka et les deux de classe Aoba, plus anciens, ne portaient que six canons du même calibre et étaient un peu moins rapides, quant aux deux de classe Tone, les plus récents, ils avaient réduit leur batterie principale à huit canons pour améliorer leur protection et emporter davantage d'hydravions de reconnaissance. Tous ces croiseurs, en plus de leur batterie de 203 mm et d'une artillerie secondaire puissante, généralement de huit pièces à double emploi de 127 mm, embarquaient aussi de nombreux lance-torpilles capables d'être rechargés à la mer, qui allaient se révéler bien souvent extrêmement destructeurs.

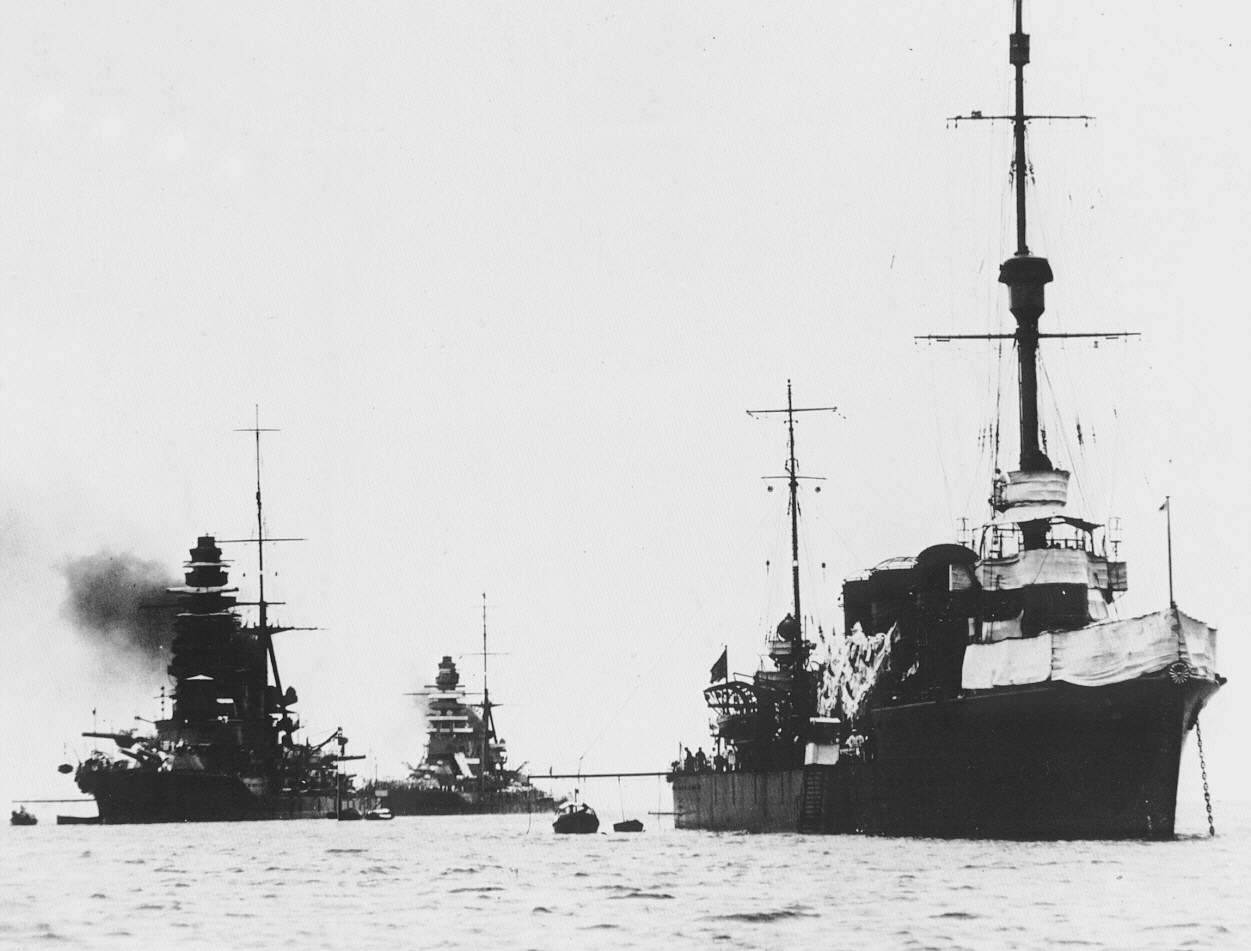
Le croiseur léger Tatsuta de classe Tenryū, devant les deux navires de ligne Nagato et Mutsu.

Généralement plus anciens, les croiseurs légers étaient au nombre de vingt à l'ouverture du conflit :
- classe Tenryū : 2 (commencés en 1917),
- classe Kuma : 5 (1918),
- classe Nagara : 6 (1922),
- classe Sendai : 3 (1922),
- classe Yūbari : 1 (1922),
- classe Katori : 3 (1937).

Cinq autres se rajouteront à ceux-ci au cours du conflit : classe Agano : 4 (1939), classe Ōyodo : 1 (1941).
Ils étaient armés de canon de 140 mm en affût simple, le plus souvent sept, et de lance-torpilles, souvent huit. Ils servaient le plus fréquemment comme conducteurs de flottille des destroyers qu'ils appuyaient avec leur puissante artillerie à tir rapide. Les cinq construits pendant le conflit furent dotés de tourelles doubles armés de canons de 150 mm (Agano) ou triples de 155 mm (Ōyodo).

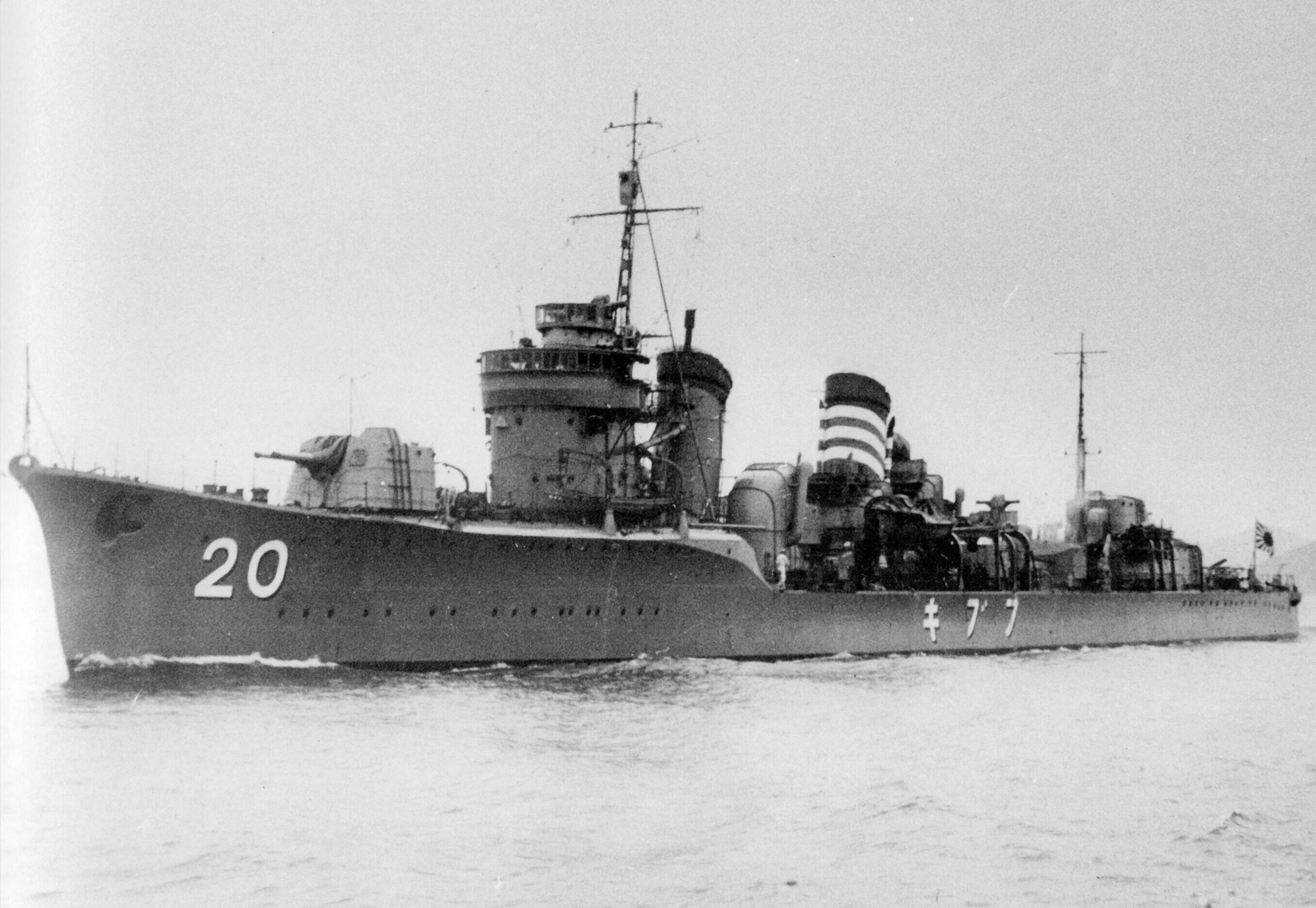
Le destroyer Fubuki

La flotte des destroyers comptait à l'époque les meilleurs navires de ce type au monde, très bien armés avec quatre ou six canons de 127 mm en tourelles doubles, mais surtout huit ou neuf tubes lance-torpilles. Depuis le milieu des années 1930, les Japonais ont en effet acquis une supériorité manifeste dans le domaine des torpilles, arme qui correspondait bien à leur doctrine offensive. Jusqu'alors, ils utilisaient déjà des modèles plus gros que ceux des autres marines, avec un diamètre de 640 mm, contre le classique 533, mais allaient encore améliorer leur avance en mettant au point leur torpille Type 93, par la suite surnommée Longue Lance. Le secret de cette arme résidait dans l'emploi de l'oxygène pur comme comburant, au lieu de l'air comprimé bien plus encombrant, ce qui leur permettait une portée et une vitesse inégalées (20 000 mètres à 48 nœuds ou 40 000 à 36 nœuds), avec l'avantage secondaire de diminuer leur sillage grâce à l'absence d'azote. Tous les navires croiseurs ou destroyers, sauf les modèles les plus anciens, embarquaient ce type de torpille dont la charge explosive de près d'une demie tonne était extrêmement destructrice. Les équipages japonais étaient entraînés à l'utiliser de façon systématique au cours des combats, et bien souvent l'attaque par une salve de torpilles était préférée au duel d'artillerie car l'effet était plus expéditif. Cette arme et son emploi agressif par la Marine impériale eurent une influence déterminante au début du conflit. Plus tard dans la guerre, cela resta une menace importante pour les navires de l'US Navy qui s'efforcèrent toujours de se maintenir à distance.

#### Service aérien

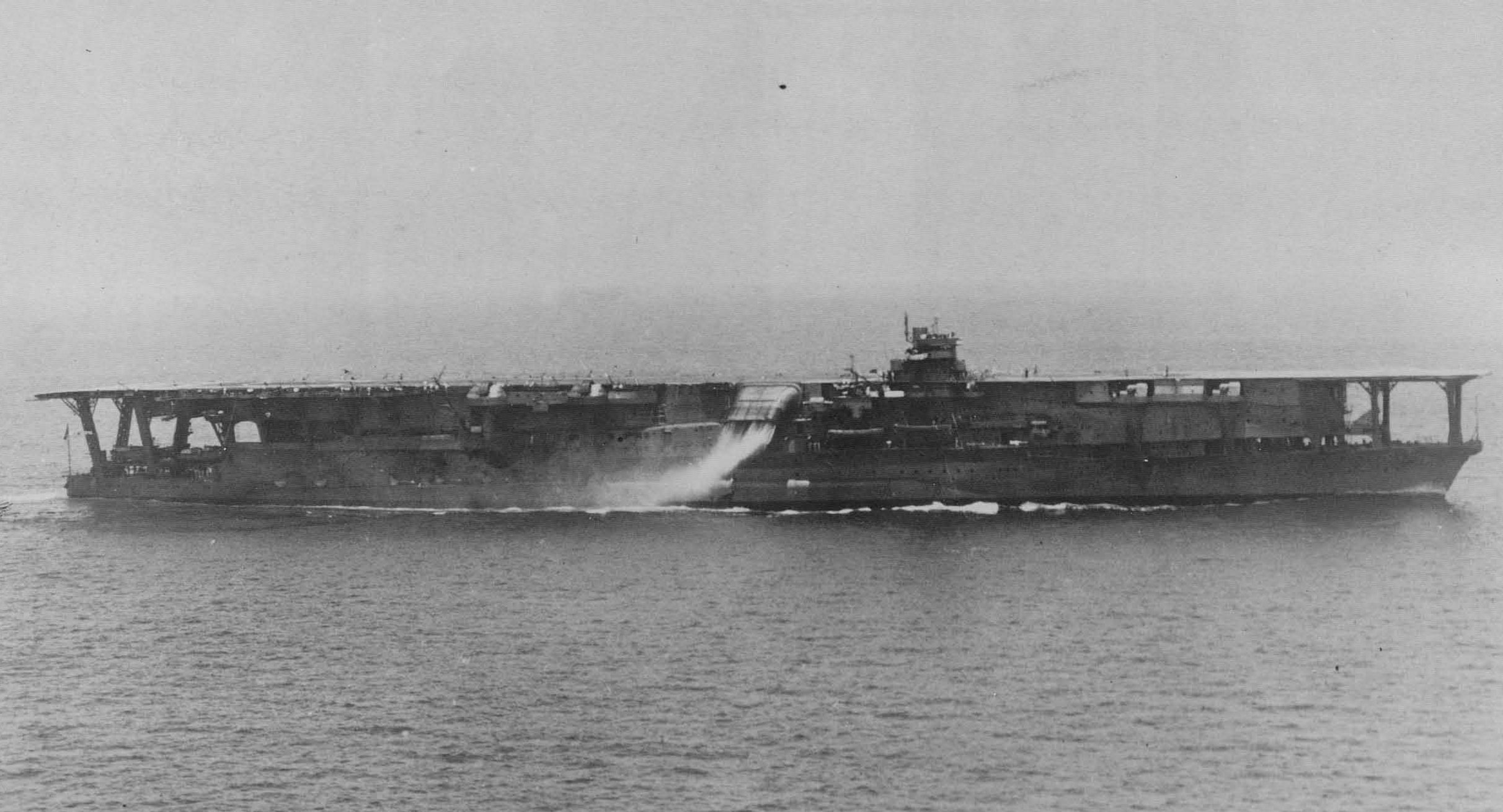
Le Kaga après sa modernisation.

Autre fierté navale japonaise, plus récente cependant, son aéronavale, avec dix porte-avions. Mais la Marine impériale dispose aussi d'unités d'aviation basées à terre, la plupart sur des bases côtières. Les unités terrestres et les unités de l'aéronavale constituent, ensemble, le Service aérien de la Marine impériale japonaise. La flotte de porte-avions est la plus grande et plus moderne flotte de ce type de navires au monde, au moins pour la période 1938-1942. Les Japonais sont aussi des pionniers dans ce domaine car leur premier navire de ce type, le Hosho, est le premier navire porte-avions à avoir été mis en service tout en ayant été spécifiquement conçu pour ce rôle. Le premier à avoir été ainsi conçu, c'est-à-dire en tant que porte-avions, est le britannique HMS Hermes, mais sa mise en service (février 1924) est de plus d'un an postérieure à celle du Hosho (décembre 1922). Tous les navires ayant rempli le rôle de porte-avions et ayant précédé le Hermes et le Hosho, avaient été jusqu'alors des adaptations de croiseurs plus ou moins réussies. Le Hosho est néanmoins déclassé en 1941 et ne sert plus qu'à l'entraînement. Il est suivi par deux navires de ligne, que le Japon ne peut finir en tant que tels, au cours des années 1920, du fait de la signature du traité naval de Washington, les Akagi et Kaga, qui gardent leur protection de cuirassé, malgré leur nouvelle fonction, ils embarquent chacun 90 avions. Le Ryūjō qui les suit est un modèle léger, emportant environ quarante avions. Il préfigure les Soryu et Hiryu, plus importants avec leurs 70 aéronefs qui inaugurent eux le concept des porte-avions à îlots opposés, où les navires sont censés opérer par paire, les deux ponts alignés au centre et les îlots vers l'extérieur. Après ces essais arrive l'aboutissement avec les deux de classe Shōkaku, construits après la dénonciation du traité de Washington, emportant tous deux plus de 80 avions. Rapides avec 34 nœuds et extrêmement bien protégés, ces deux navires ne furent dépassés que par la classe Essex américaine. Ils étaient regroupés pour la plupart dans le groupe aéronaval nommé Kidô Butai. À ceux-ci peuvent être ajoutés le porte-avions léger Zuihō, le porte-avions d'escorte Taiyō, pour un total de 10 porte-avions disponibles au début du conflit en décembre 1941.

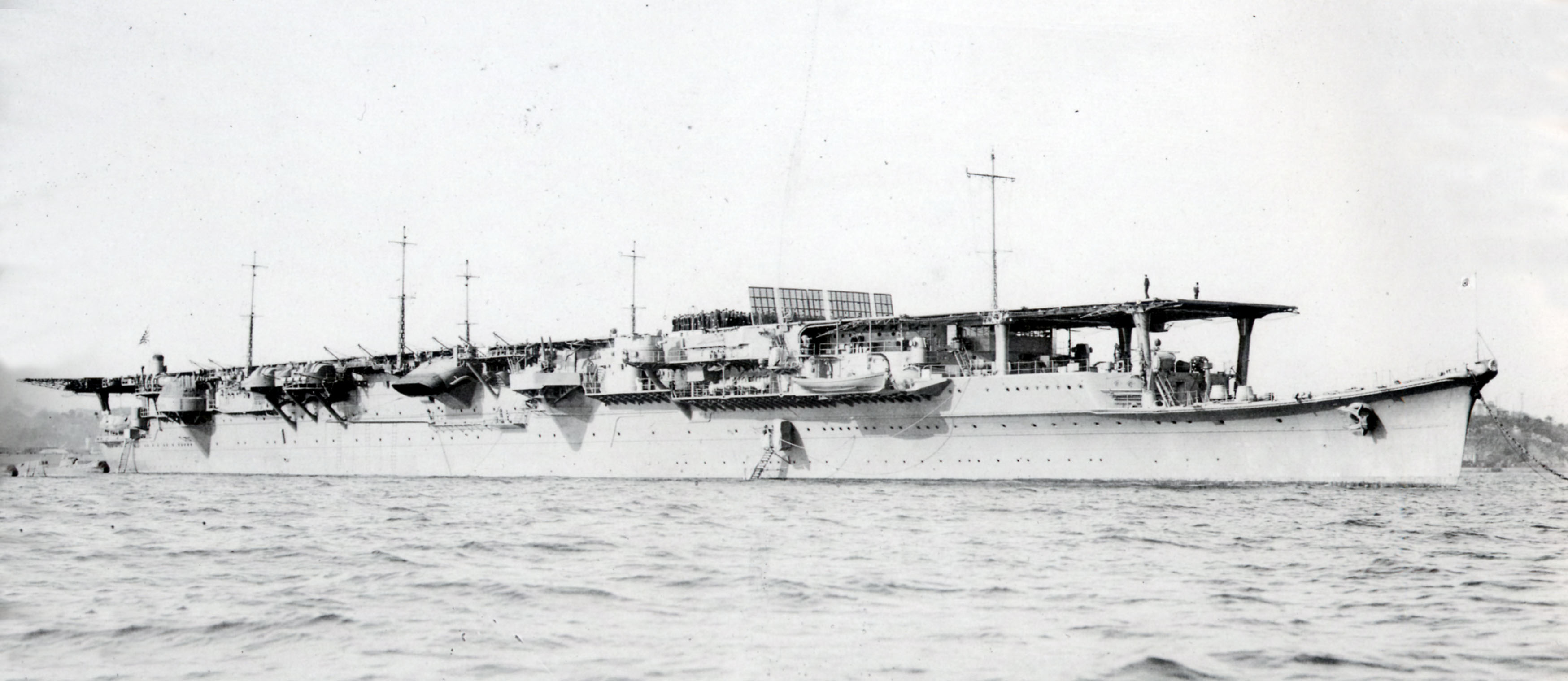
Le Shoho amarré à la base navale de Yokosuka

Au cours du conflit, des mesures furent prises afin d'augmenter le nombre de porte-avions : de nouveaux devaient être construits mais aussi des conversions de navires déjà existants devaient être opérées. Au niveau des conversions de paquebots, furent mis en service les porte-avions Jun'yō et Hiyo, et les porte-avions d'escorte Un'yō et Chūyō (jumeaux du Taiyo), puis Kaiyō et Shinyo. Deux ravitailleurs de sous-marins et deux porte-hydravions furent aussi reconstruits ce qui donna les porte-avions légers Shoho (jumeau du Zuiho), Ryūhō, Chitose et Chiyoda. Enfin il y eut la conversion d'un cuirassé de la classe Yamato: le Shinano. Au niveau des constructions neuves, furent construits les Taiho, Unryū, Amagi, Katsugari. Enfin ne furent pas terminés pour cause d'arrêt du conflit les Aso, Kasagi, Ikoma et le léger Ibuki.
Notons également la mise en service par l'armée de terre impériale japonaise de quatre porte-avions d'escorte depuis des navires transformés pour ce rôle servant essentiellement de transport d'avions et de navires de débarquements à partir de 1942 tandis que deux autres ont vu leur construction arrêtée par la défaite. Parmi eux, le Akitsu Maru et le Nigitsu Maru, furent équipés d'autogyres Kayaba Ka-1 équipés d'une grenade anti-sous-marine de 60 kg.

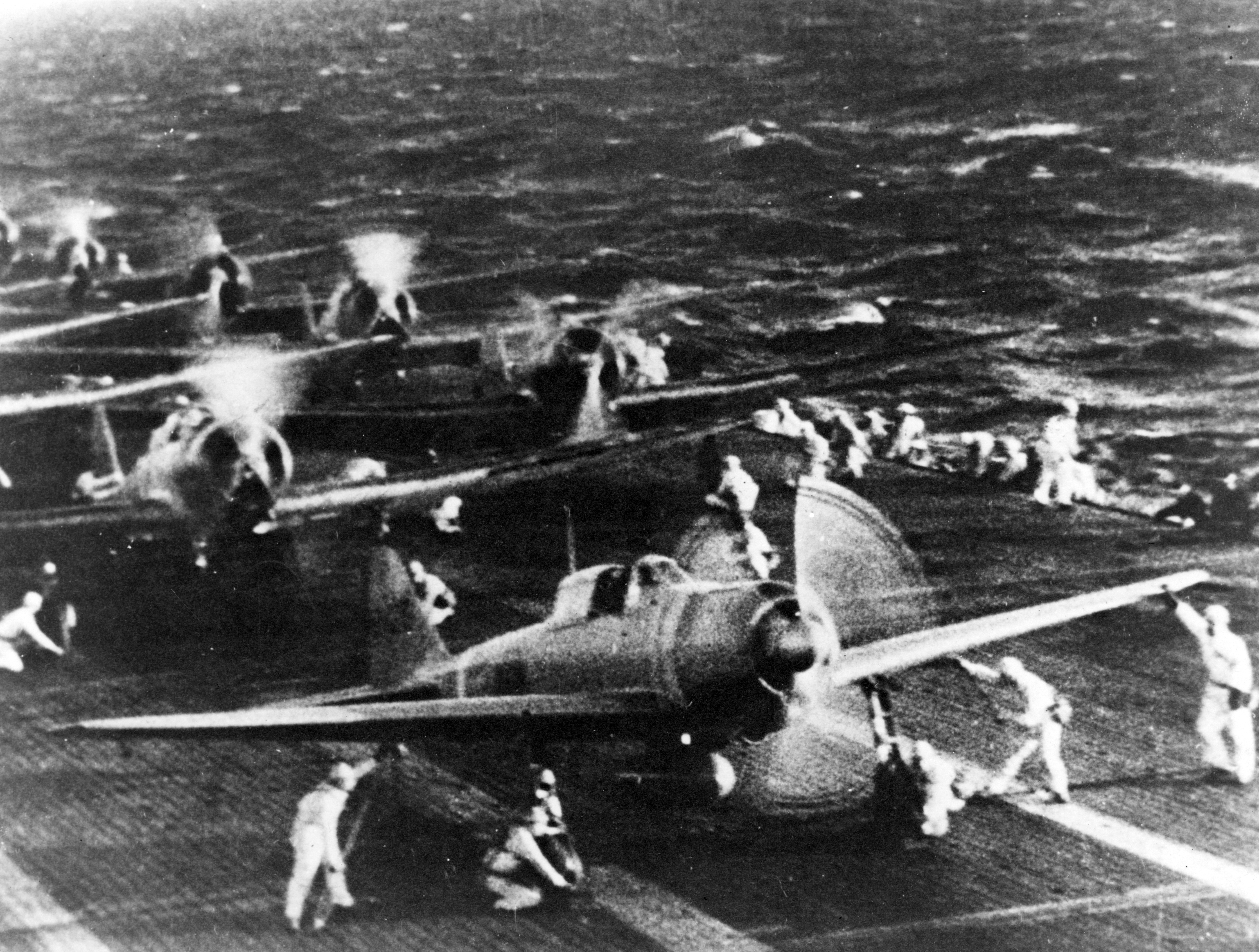
Avions du porte-avions japonais Shōkaku se préparant à l'attaque sur Pearl Harbor.

Le Japon commença la guerre avec des forces aériennes navales embarquées très compétentes, construites autour du meilleur avion de chasse de l'époque, le Mitsubishi A6M, connu comme le « Zéro ». Grâce à un entraînement intense et à leur expérience en première ligne lors de la guerre sino-japonaise, les pilotes japonais étaient d'un niveau très supérieur à leurs homologues étrangers. Le bombardement en piqué était assuré par le Aichi D3A Val, qui bien que lent et vulnérable, était capable de mener des attaques extrêmement précises. Plus efficace encore, l'avion torpilleur Nakajima B5N Kate était le fer de lance contre les navires ennemis. Il embarquait soit une torpille Type 91 soit une bombe de 800 kg, qu'il utilisait lors de passe à l'horizontale. Tous ces appareils bénéficiaient d'une grande autonomie, ce qui permettait bien souvent à leur porte-avions de rester à l'abri d'une contre-attaque.

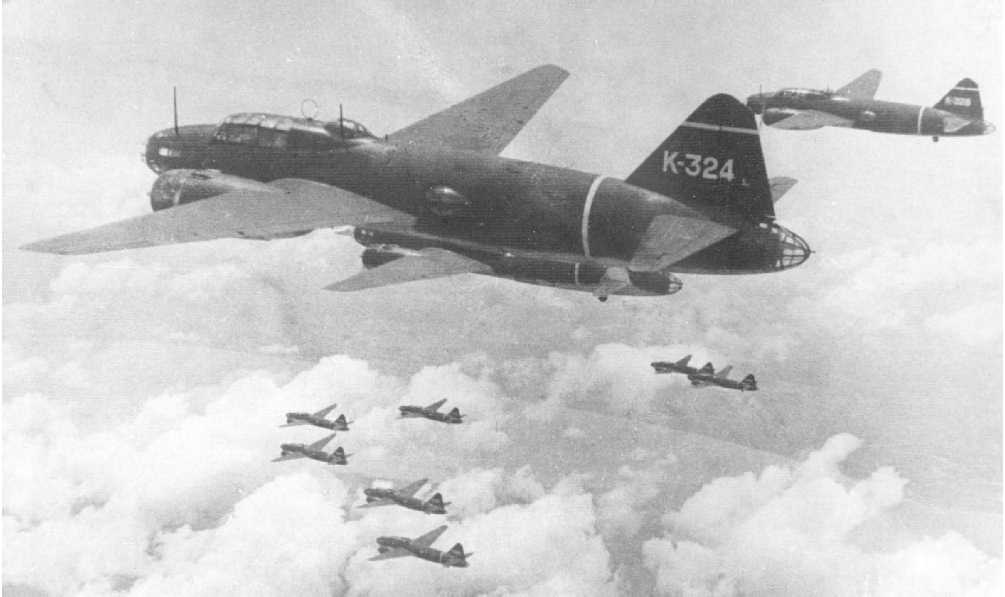
G4M1 du Kanoya Kōkūtai.

La marine possédait aussi sa propre aviation basée à terre, équipée de bombardiers Mitsubishi G3M et Mitsubishi G4M, eux aussi à grande autonomie et capables d'emporter soit des bombes soit des torpilles. Ces avions stupéfièrent le monde en coulant, pour la première fois, deux cuirassés ennemis en mer, les HMS Prince of Wales et HMS Repulse de la Royal Navy, alors que ceux-ci se croyaient hors de portée de toute attaque. Un grand nombre de ces avions étaient regroupés au sein de la 11e flotte aérienne, qui était, avec la 1re flotte aérienne embarquée sur les porte-avions, l'un des deux fers de lance de la Marine impériale. L'aviation basée à terre possédait aussi des chasseurs de type Mitsubishi A5M ou A6M et des grands hydravions de reconnaissance comme le Kawanishi H8K. Au total, la marine alignait 660 chasseurs, 330 bombardiers embarqués, 240 bombardiers bimoteurs et 520 hydravions.

#### Forces sous-marines

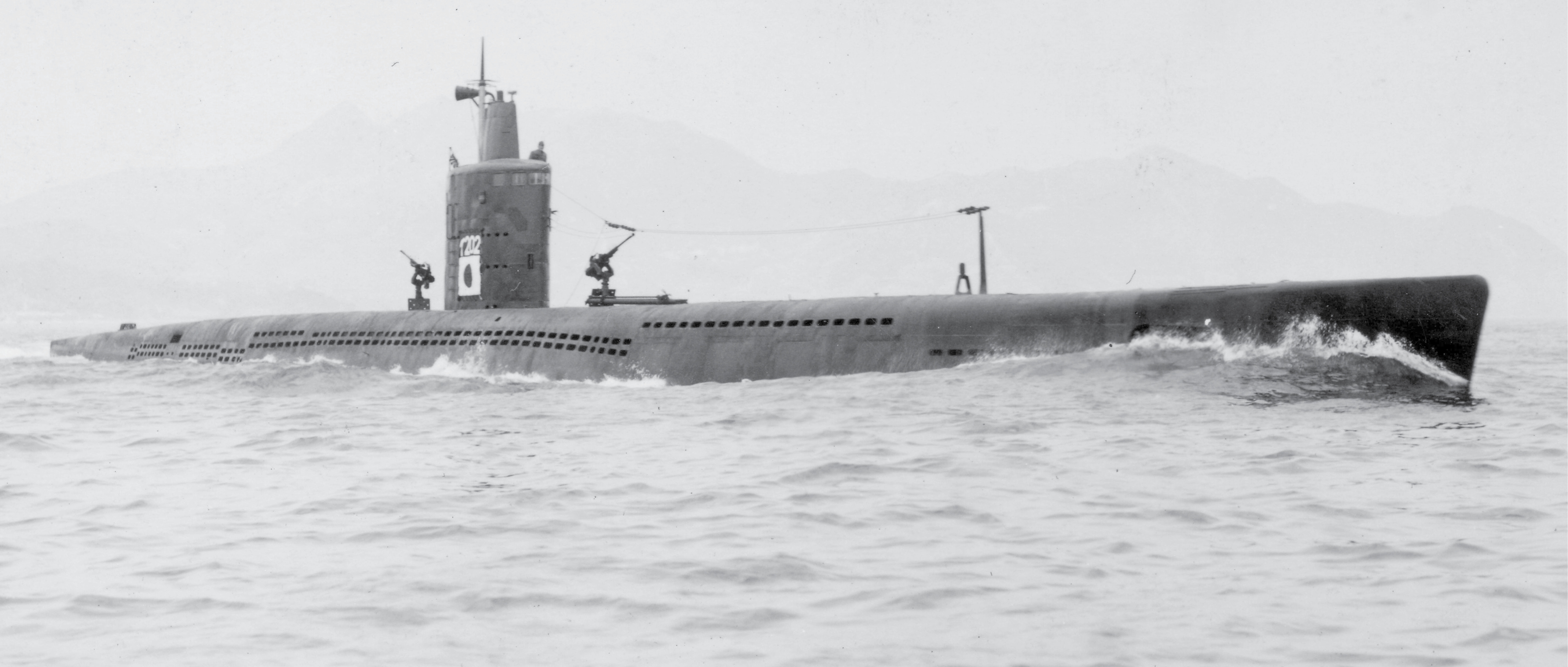
Un sous-marin de la classe I-200, la dernière classe de sous-marins lancé durant le conflit en 1945.

L’arme sous-marine japonaise moderne fut créée par l’amiral Nobumasa Suetsugu (en) (un spécialiste de l’artillerie navale qui devint ministre des affaires intérieures) dans les années 1920. Il fit passer, du moins en théorie, cette force du statut d’arme auxiliaire côtière à celui d’arme offensive à longue portée. Les missions prévues dans ce cadre comportaient la surveillance des flottes ennemies dans leurs ports, leur poursuite quand elles en sortaient, et la destruction par surprise d’un nombre important de vaisseaux ennemis avant la bataille décisive qui serait livrée par la flotte de surface japonaise.
Contrairement aux équipages de sous-marins allemands par exemple, l'objectif des sous-mariniers japonais est donc le corps de bataille ennemi et non sa flotte de commerce. Ils considèrent comme peu glorieux de s'en prendre à un cargo, ils n’en couleront que 184 au cours de la guerre, et préfèrent garder leurs torpilles pour attaquer les meilleures unités adverses. Cette attitude évoluera au cours de la guerre mais il sera alors trop tard pour réellement mettre en danger les voies de communication alliées, celles-ci étant organisées en convois et protégées efficacement par les navires de guerre et l'aviation. De plus, il leur manquera toujours une tactique appropriée comme celle de « la meute », mise au point par l'amiral allemand Donitz, les sous-marins japonais opérant en solitaire sans réelle coordination, et souvent dans des opérations d'éclaireur de la flotte où ils constituent un rideau.

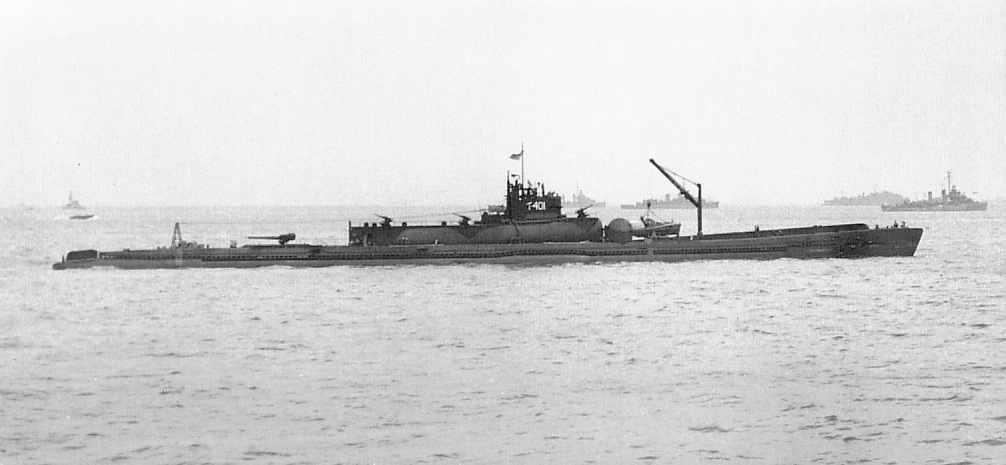
Le I-400, avec son long hangar à avions et sa catapulte à l'avant.

La marine japonaise entra en guerre avec une flotte de sous-marins bien adaptée au Pacifique, en matière d'autonomie, et elle ne souffrit pas d'une crise des torpilles comme l'US Navy. Leurs modèles, en particulier ceux dérivés des « Longue Lance » fonctionnant aussi à l'oxygène pur possédaient une bonne portée et une excellente vitesse, et doté de détonateurs classiques, se révélaient très fiables. Le Japon se distinguait aussi par l'emploi de sous-marins « nains » Kō-hyōteki, destinés à faire de courtes missions à partir d'autres submersibles qui les acheminaient dans la zone d'opération, mais aussi d'hydravions embarqués sur certaines de ses plus grosses unités sous-marines. Au cours de la guerre, la diversité de cette flotte s'accrut encore, avec l'apparition des torpilles pilotées Kaiten et des sous-marins « nains » Kairyu destinés aux missions suicides, mais aussi des trois bâtiments de la classe I-400 (I-400, I-401 et I-402), véritables porte-avions sous-marins, de 6 500 tonnes de déplacement, et des trois Sentaka (I-201, I-202 et I-203) plus petits mais capables de filer à 19 nœuds en plongée. De façon générale, l'arme sous-marine japonaise était de très bonne qualité bien qu'ayant des batteries d'accumulateurs en dessous des normes des autres marines et elle ne réussit pas à peser sur le déroulement du conflit, uniquement du fait de sa doctrine d'emploi, qui lui faisait rechercher la flotte de combat adverse alors que les sous-marins allemands passaient leur temps à essayer de l'éviter. Elle eut cependant une importance capitale en fin de guerre en effectuant des missions de ravitaillement et de liaison avec les garnisons isolées, mais aussi avec l'Allemagne, lors des missions « Yanagi ».

#### Forces terrestres

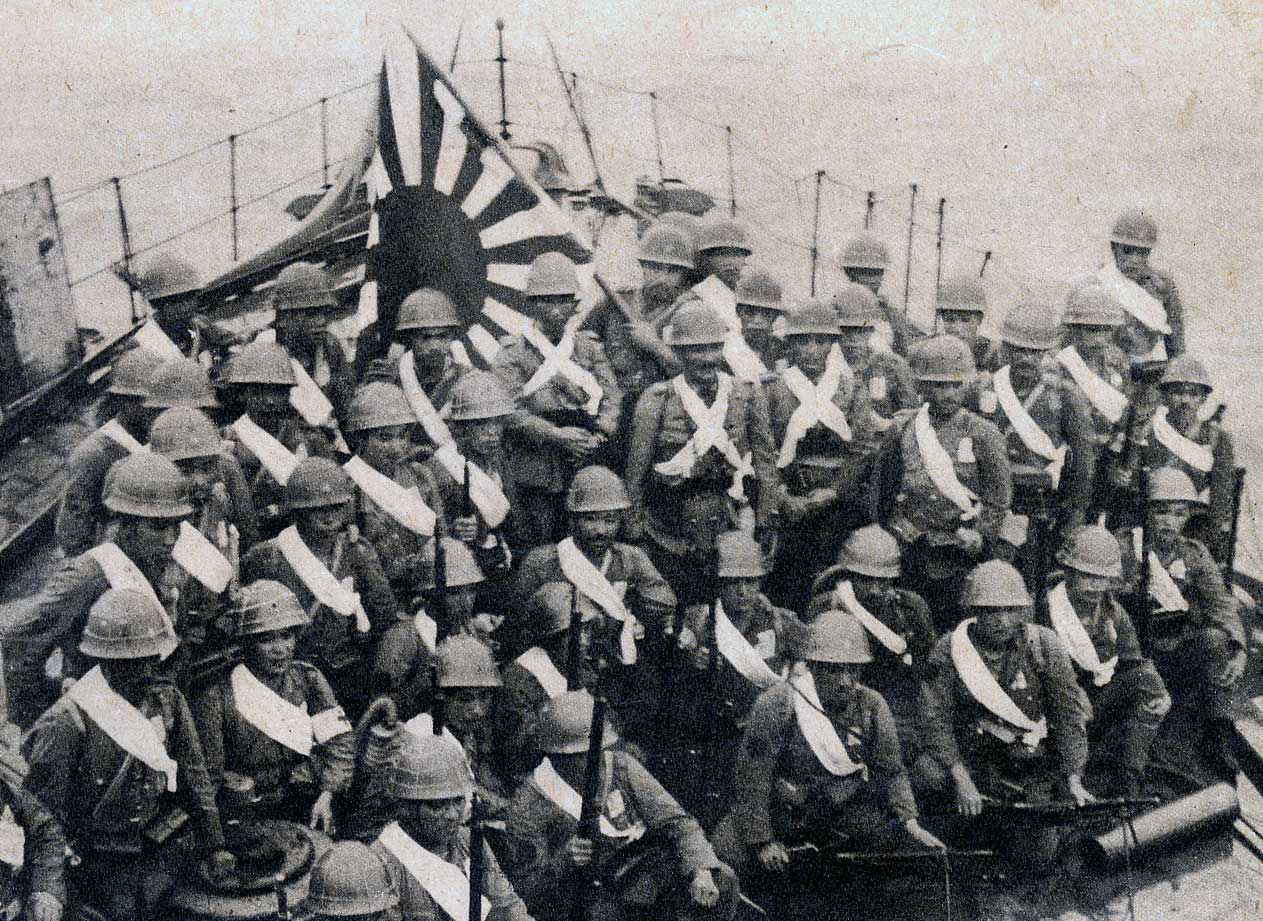
Membres des forces spéciales navales de débarquement en 1938 lors de la guerre sino-japonaise.

Possédant de nombreuses bases et autres installations, la marine entretenait aussi de nombreuses troupes terrestres, désignées sous le nom de Rikujo Butai. Celles-ci se répartissaient en diverses unités spécialisées, il existait ainsi :
- les Keibitai, des détachements de 200 à 500 hommes, chargés de la garde des installations terrestres.
- les Tokabetsu Konkyochitai, qui regroupaient les unités de services de ces installations.
- les Bobitai ou Boei-han, des unités de défense de 200 à 400 hommes.
- les Setsueitai, des unités de génie spécialisées dans la construction de bases, comme les pistes d'aviation, situées dans les îles isolées.
- les Kaigun Kenchiku Shisetsu Butai, des unités qui remplissaient des tâches similaires mais à l'aide de personnel civil.
- les Tsushintai, des unités regroupant entre 600 et 1 000 hommes, s'occupant des transmissions, en particulier le codage et le décryptage des messages.
- les Tokkeitai, des unités qui remplissaient les tâches de police militaire mais aussi certaines liées au renseignement.

Pour les opérations amphibies, jusqu'à la fin des années 1920, la marine japonaise, influencée par l'exemple britannique, n'utilisait que des détachements de circonstance dit rikusentai, organisés avec des marins qui avaient reçu un entraînement de fantassin.
À partir de 1928 s'y ajoutèrent des régiments permanents d'infanterie de marine appelés les forces spéciales navales de débarquement ((ja) 海軍特別陸戦隊 Kaigun Tokubetsu Rikusentai) formés dans chacune des bases navales métropolitaines, Kure, Maizuru, Sasebo et Yokosuka. Le nombre de ces unités qui s'engagèrent au combat pour la première fois lors de la guerre de Shanghai en 1932 augmenta ensuite jusqu'à seize, au 7 décembre 1941, cinq autres étant formées encore pendant la guerre. Ces régiments, plus proches en effectifs d'un bataillon se composaient avant-guerre d'environ 1 200 hommes, par la suite l'effectif diminua souvent à 650 hommes. Ils étaient équipés comme les fantassins de l'armée, se distinguant uniquement par la teinte plus verte de leur uniforme et une ancre placée sur leur casque. Quelques unités de chars de combat sont intégrées dans ces formations. Une bonne partie était aussi formée pour le parachutage, si bien que les rikusentai finirent par effectuer plus de sauts que la 1re brigade parachutiste de l'armée.

### Succès initiaux

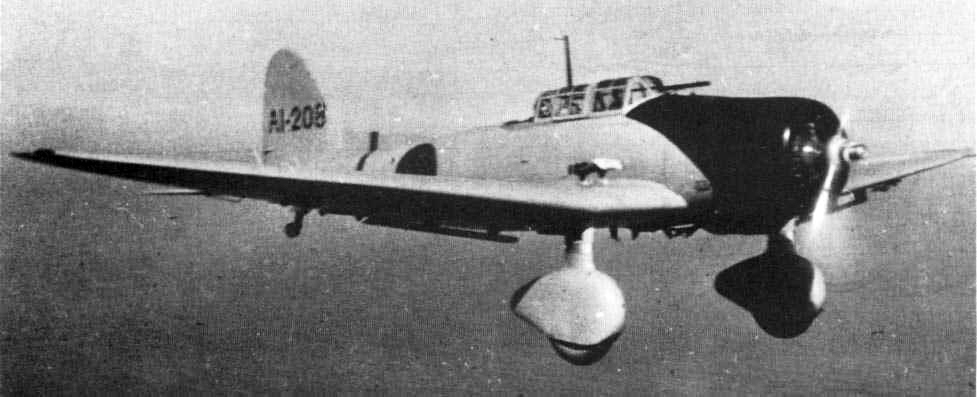
Le Aichi D3A1 est le bombardier en piqué type de l'aéronavale impériale en 1939.

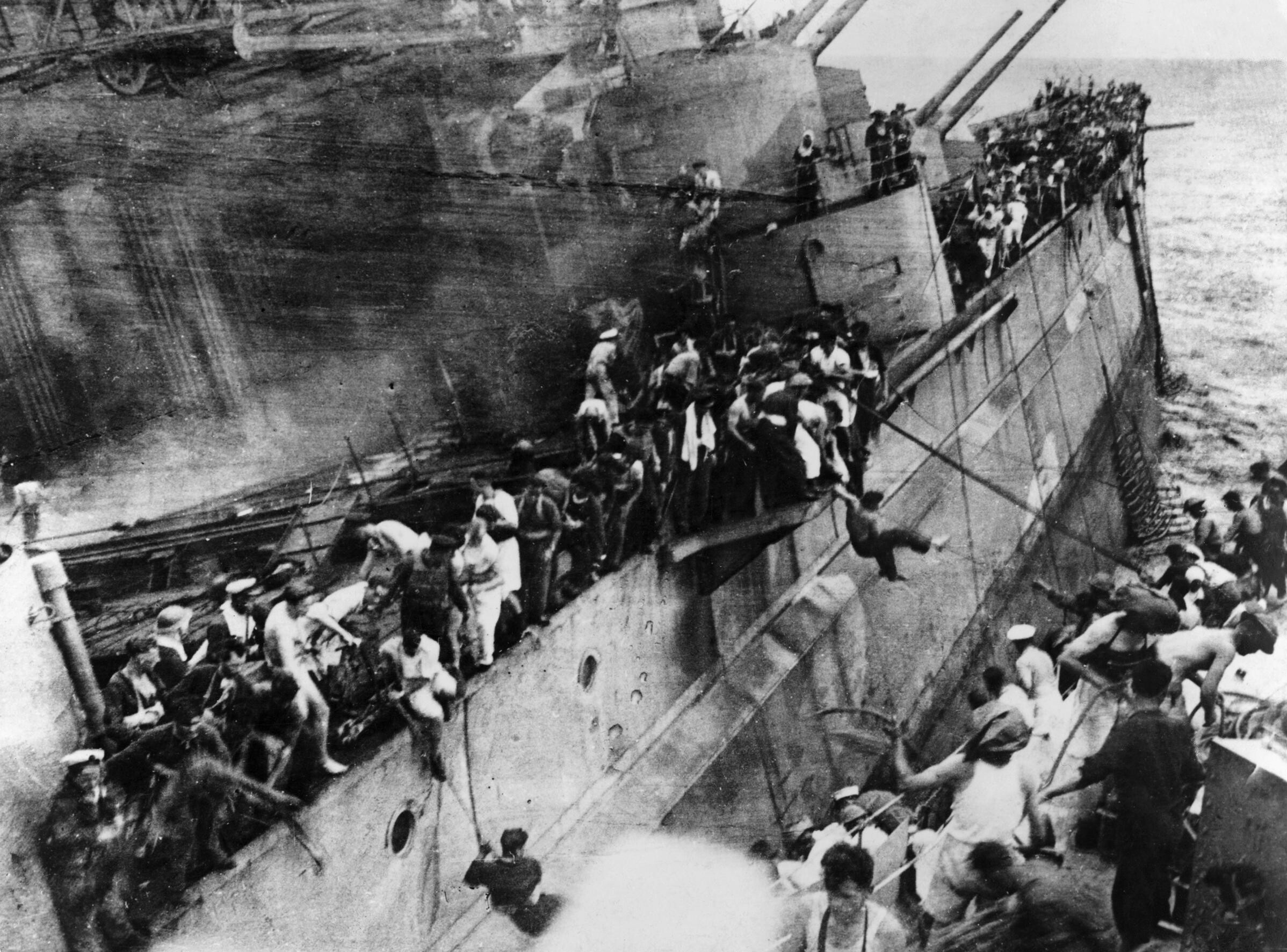
Le HMS Prince of Wales, torpillé le 10 décembre 1941, en train de sombrer et l'équipage embarquant sur le destroyer HMS Express.

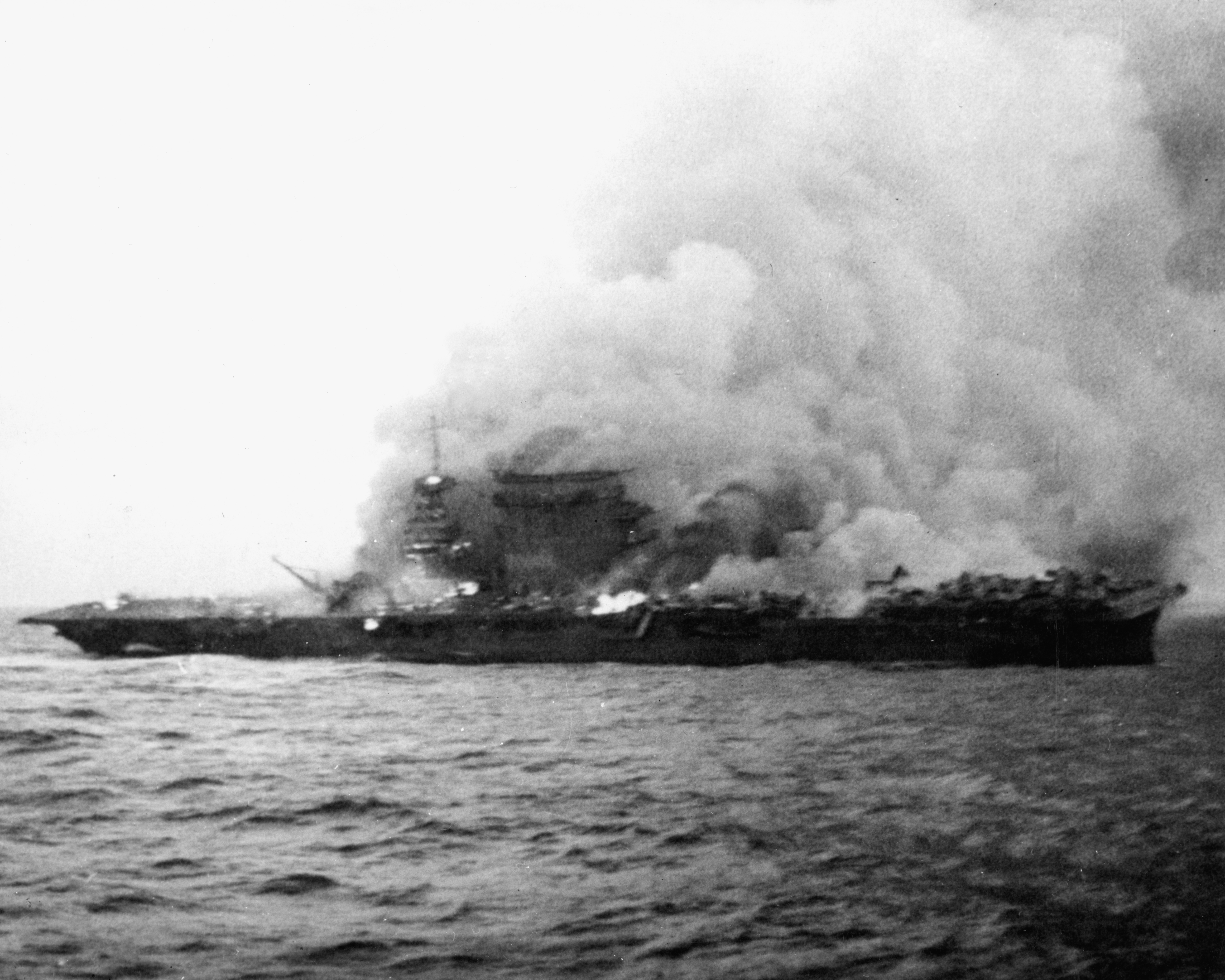
LUSS Lexington (CV-2) en feu le 8 mai 1942, lors de la bataille de la mer de Corail.

Conscient de sa faiblesse à long terme, du fait de sa plus faible industrie, le Japon va partir en guerre contre les États-Unis avec un plan conçu par un homme, l'amiral Isoroku Yamamoto, qui s'était opposé de longue date à l'idée de ce conflit. Son opposition était due à la conscience qu'il avait de la brève supériorité initiale dont allait disposer le Japon qui selon lui ne durerait que six mois. Il a réussi à influencer la stratégie initialement prévue par l'état-major japonais, qui prévoyait d'attirer l'US Navy, tout en l'affaiblissant, dans un piège dans la zone comprise entre les Îles Ryukyu à l'ouest et les Îles Mariannes à l'est, et de l'y anéantir, lors d'une bataille décisive. Yamamoto, inspiré par le raid britannique de Tarente de novembre 1940, suggère plutôt de frapper dès l'ouverture des hostilités la flotte du Pacifique dans son port d'attache à Pearl Harbor pour l'empêcher d'interférer sur les conquêtes envisagées par le Japon, c’est-à-dire les Philippines, Singapour et les Indes néerlandaises. Il compte ainsi profiter de l'avantage dont il dispose dans le domaine aéronaval.
En effet, face à ses dix porte-avions, l'US Navy ne pouvait en aligner que sept dont seulement trois dans le Pacifique et la Royal Navy trois dont le plus proche opérant dans l'océan Indien. Cette attaque surprise réussit au-delà des espérances japonaises. Cependant, ce que Yamamoto ignorait, c'est que le plan américain Dog n'envisageait de toute façon qu'une défensive prudente sur l'est du Pacifique et le maintien des communications avec l'Australie. Toute action réellement offensive n'était pas envisagée avant au moins plusieurs mois, y compris aux Philippines. Néanmoins, avec la majeure partie de leur flotte hors de combat, l'US Navy est désormais hors du jeu. Les trois autres obstacles se dressant sur la route des Japonais vont être eux aussi éliminés rapidement. Quelques heures après l'attaque de Pearl Harbor, les bombardiers de la 11e flotte aérienne japonaise attaquent la 7e flotte de l'Air Force américaine basée aux Philippines et le 10 décembre la force « Z » britannique basée à Singapour, ce qui ouvre la voie à la capture des deux premiers objectifs visés. Par la suite, la Marine impériale remporte encore une victoire décisive, à la bataille de la mer de Java, le 27 février 1942, qui permet la prise des Indes néerlandaises. Toutes les conquêtes de territoires convoités par le Japon ont été pratiquement réalisées en quelques mois, seule reste à prendre Port Moresby en Nouvelle-Guinée. Mais l'opération qui doit mener à sa capture est contrariée par la réapparition en force de l'US Navy au cours de la bataille de la mer de Corail. Cette intervention, ainsi que le raid de Doolittle sur Tokyo qui avait eu lieu précédemment en avril, démontre à Yamamoto et à l'état-major de la flotte qu'une nouvelle offensive décisive contre les Américains est nécessaire, pour laisser le temps au Japon de consolider ses gains. Yamamoto choisit alors de porter ce nouveau coup sur les îles Midway.

### La lente agonie

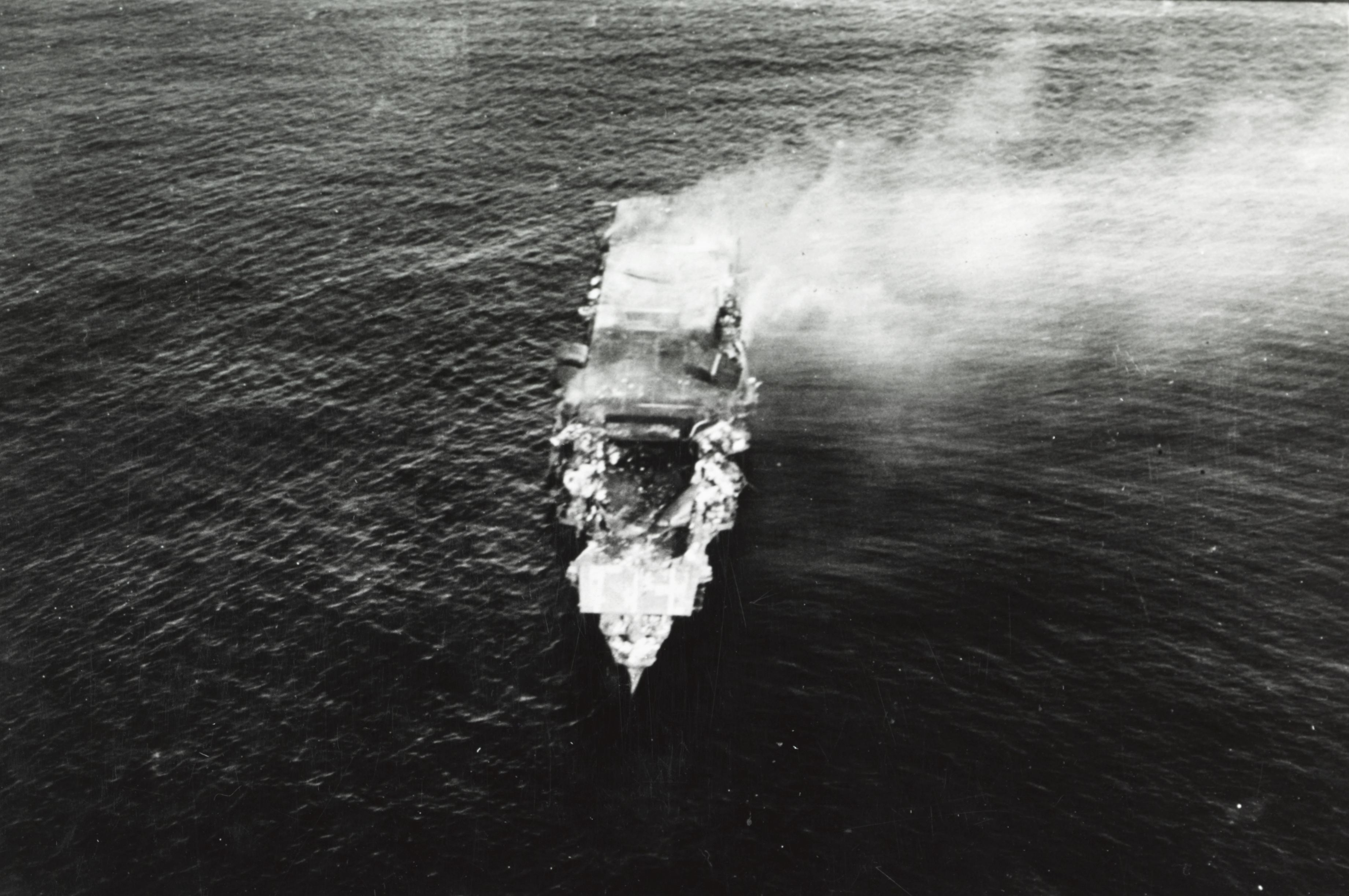
Le Hiryu en flammes au matin du 5 juin 1942 pendant la bataille de Midway.

La bataille de Midway va être une véritable catastrophe pour la Marine impériale japonaise : à la suite d'une série d'erreurs et de malchances, elle y perd quatre de ses précieux porte-avions et surtout les pilotes, marins et techniciens qui y étaient embarqués. Le remplacement des porte-avions va être difficile et le Japon fait feu de tout bois, transformant plusieurs navires en porte-aéronefs, comme les deux cuirassés de la classe Ise. Le remplacement des pilotes est lui impossible car le temps manque pour en former de nouveaux aussi compétents. Les États-Unis, pour leur part, n'ont perdu que deux porte-avions (Lexington et Yorktown) et leur situation est bien moins critique car un programme de construction massive est en cours. De plus leurs nouveaux avions sont plus performants et surtout mieux utilisés, capables de rivaliser avec ceux des Japonais. Cette bataille est un véritable tournant de la guerre : certes, l'US Navy aurait disposé tôt ou tard de la supériorité aéronavale, mais Midway accélère le processus. Au lieu de gagner du temps lors de son opération, Yamamoto en a perdu. Privé de sa principale force offensive, le Japon est contraint à une posture défensive, sans avoir réellement le temps de s'y préparer.

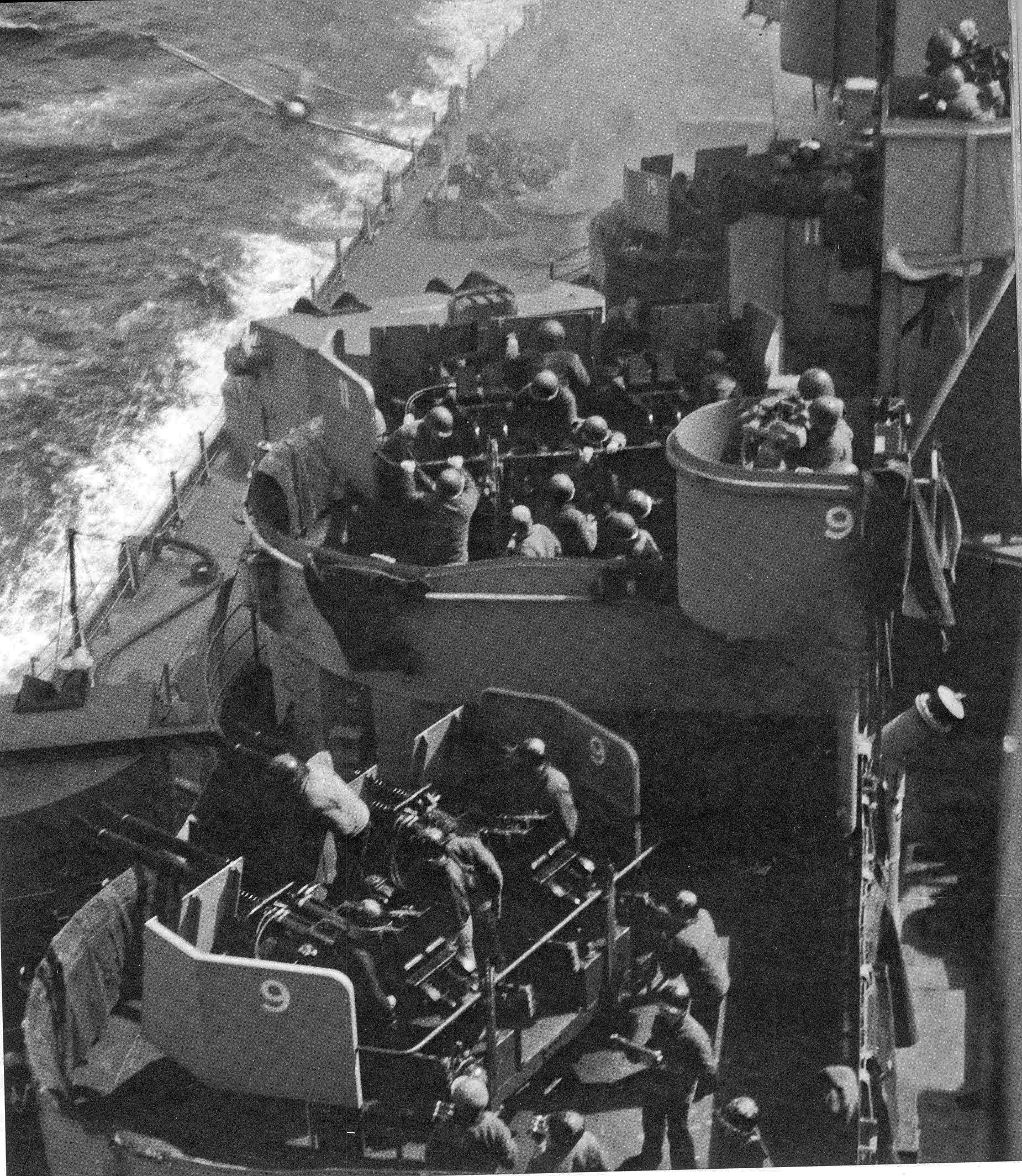
Un kamikaze, ici un Mitsubishi Zero, sur le point de percuter l'.

Les Américains montent bientôt leur première offensive à Guadalcanal, qui gêne leurs communications avec l'Australie. La qualité des forces de surface japonaises cause tout d'abord bien des tracas à l'US Navy qui ne peut empêcher les navires japonais de ravitailler et de renforcer la garnison de l'île, voire de bombarder les troupes américaines. Les croiseurs américains subissent plusieurs défaites, comme la bataille de l'île de Savo, où la supériorité des marins japonais dans les combats de nuit joue à plein. Mais ils restent les maîtres pendant la journée, grâce à leur aéronavale plus puissante, et peuvent bientôt se mesurer de nuit aux convois du Tokyo Express, compensant leur relative inexpérience par l'emploi de radars plus performants. La montée en puissance américaine devient alors irrésistible et les derniers voyages du Tokyo Express servent à évacuer les troupes japonaises qui sont battues sur l'île. La campagne des îles Salomon va tout de même durer jusqu'à la fin 1943, mais à sa conclusion, la base vitale japonaise de Rabaul est neutralisée, ce qui permet enfin aux Américains de s'avancer dans le Pacifique central. Ce qu'ils vont faire sur deux axes, l'un partant des Salomon et de la Nouvelle-Guinée vise les Philippines et Bornéo, ce qui isole le Japon de ses ressources des Indes néerlandaises, en particulier de ses approvisionnements en pétrole. L'autre, plus au nord, passe par les îles Marshall et les îles Gilbert, puis Guam et les Mariannes, s'approche progressivement de l'archipel nippon pour en préparer l'invasion.

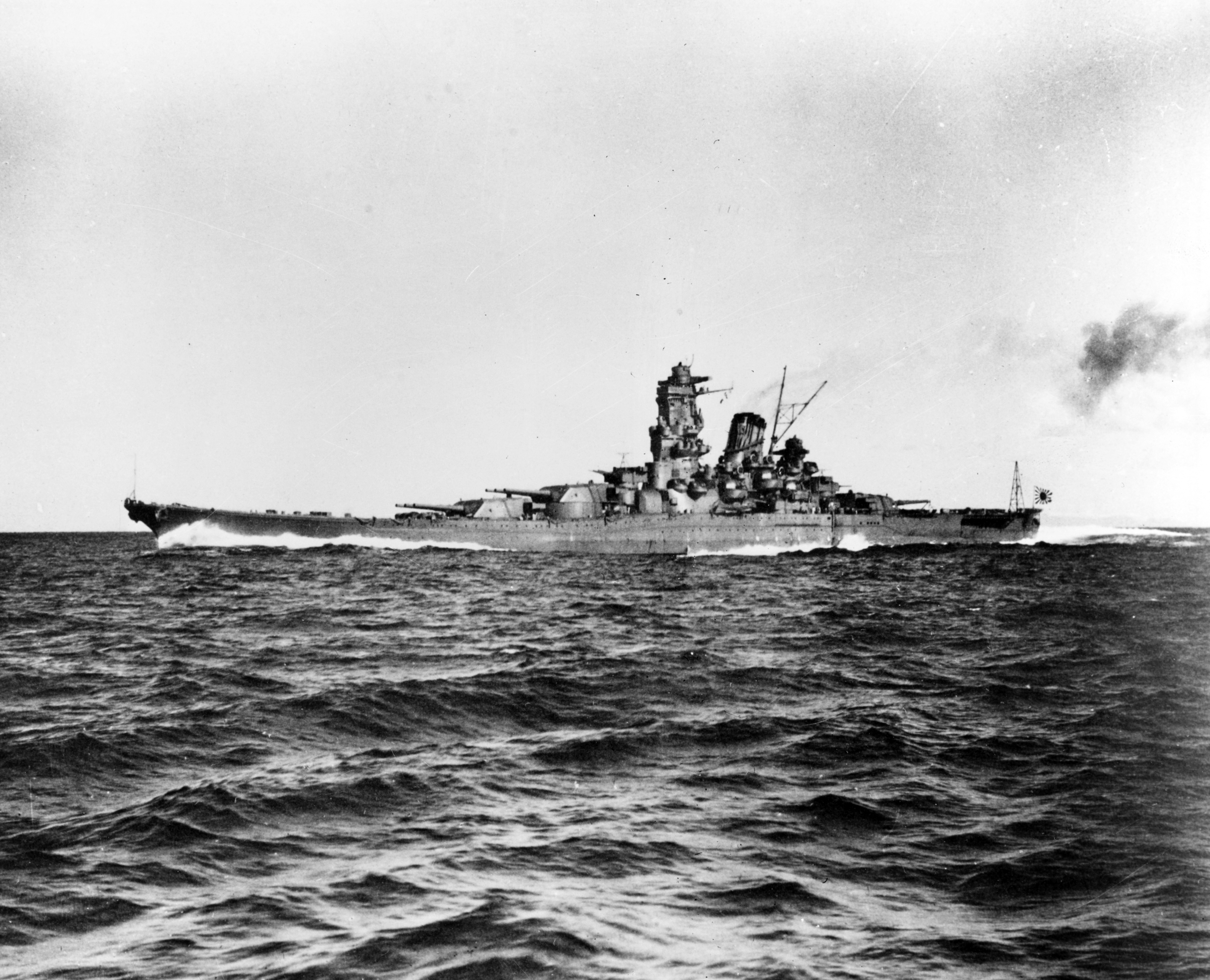
Le cuirassé Yamato, le symbole de la puissance navale japonaise et de sa fin tragique.

La Marine impériale a perdu la possibilité d'influer sur le cours des événements. Elle parvient à reconstituer, grâce à un effort industriel important, une flotte de porte-avions, mais les pilotes expérimentés ont disparu. Engagée de nouveau massivement à la bataille de la mer des Philippines, elle va connaître des pertes catastrophiques, trois de ses porte-avions étant coulés et 395 avions abattus. L'ensemble de la Marine impériale va fournir un dernier effort lors de la bataille du golfe de Leyte mais sans succès, et là encore à un prix effroyable, perdant quatre porte-avions, trois cuirassés et dix croiseurs. Cette bataille voit aussi, pour la première fois, l'apparition de tactiques désespérées avec l'emploi d'attaques-suicide. Ces kamikazes sont la dernière tentative des militaires japonais pour lutter contre une défaite inéluctable, il leur semble que c'est la seule façon d'utiliser leur pilotes inexpérimentés. Le recours à ces mesures désespérées va encore s'intensifier, avec les batailles de la fin de la guerre, outre les avions, elles impliqueront aussi de grands navires, comme le cuirassé Yamato. Son frère jumeau le Musashi fut lui coulé par l'aéronavale américaine lors de la bataille du golfe de Leyte. La flotte japonaise est en effet alors incapable de lutter de façon classique. Elle est à court de carburant, elle est divisée en deux par la prise des Philippines, elle est attaquée efficacement par l'aviation alliée dans ses ports, y compris du Japon comme lors du bombardement de Kure en juillet 1945, et dès qu'elle sort en mer, elle est harcelée par les sous-marins de l'US Navy, qui remportent alors de grands succès contre les bâtiments militaires. Elle est donc contrainte à l'inaction et doit laisser le contrôle des mers aux flottes alliées. Les deux bombardements atomiques et l'invasion de la Mandchourie, par l'URSS, lui éviteront d'avoir à combattre de nouveau pour protéger son propre territoire.

## Bilan à la capitulation
Lors de la capitulation du Japon, sur les 12 cuirassés mis en ligne durant le conflit, un seul, le Nagato, était à flot mais endommagé. Sur les vingt grands porte-avions, quatre étaient à flot, endommagés à des degrés divers, un autre était en construction, les cinq porte-avions d'escorte étaient coulés. Sur les dix-huit croiseurs lourds, les deux survivants étaient gravement endommagés ; sur les vingt-deux croiseurs légers, deux à flot et un seul était intact de même qu'un des trois croiseurs utilisés pour l'entraînement, les autres ayant été détruits. Seule une grosse dizaine de destroyers et une quinzaine de grands sous-marins, outre les centaines de vedettes et sous-marins de poche prévus pour des opérations suicides, était opérationnels et étaient traqués par les forces alliés.
Ses effectifs lors de la capitulation furent établis à 1 178 750 militaires dont 291 537 dans l'aviation navale.

## Forces d'autodéfense
Après la défaite de l'armée impériale japonaise lors de la Seconde Guerre mondiale, et l'occupation du Japon par les Américains, l'armée impériale japonaise est entièrement dissoute et dans la nouvelle constitution de 1947 précise que « le peuple japonais renonce pour toujours à la guerre ». Le Japon n'a droit qu'à une armée destinée à défendre et non à attaquer : il s'agit des Forces japonaises d'autodéfense et une nouvelle marine est fondée en 1954.

## Chant de la Marine impériale japonaise -Umi Yukaba
Umi Yukaba (« Si je pars en mer ») est le nom d'un chant patriotique (gunka) de la Marine impériale japonaise. Créé en 1937 sur la base d'un poème d’Ōtomo no Yakamochi, c'est un chant grave, lent et mélancolique en honneur des militaires partant combattre au service du Japon et de son Empereur au risque de leur vie. Umi Yukaba était chanté par les marins et les soldats ainsi que par les aviateurs du Service aérien de la Marine impériale japonaise, dont les pilotes Kamikaze, avant de partir dans leurs affectations ou en opérations.
Très populaire au Japon avant et pendant la guerre du Pacifique, Umi Yukaba fut ensuite interdit pendant l'Occupation du Japon par les forces américaines, avant d'être à nouveau autorisé. Il est chanté et joué de nos jours par la Force maritime d'autodéfense japonaise et a connu récemment un regain d'intérêt au Japon, comme d'autres chansons militaires traditionnelles.
Paroles:
Si je vais vers la mer,
Je serai un cadavre flottant dans les eaux.
Si je vais vers les montagnes,
Je serai un cadavre sous les herbes.
Mais si je meurs pour mon souverain,
Je ne regarderai pas en arrière.

## Actions principales
- Bataille du fleuve Yalou (1894) : victoire navale contre les Chinois.
- Bataille de Tsushima : victoire navale de 1905, contre les Russes.
- Bataille de Port-Arthur : victoire navale japonaise sur la Russie.
- Bataille de Chemulpo : victoire navale japonaise sur la Russie.
- Bataille d'Ulsan : victoire japonaise sur la Russie.
- Attaque de Pearl Harbor : attaque aérienne contre la flotte américaine du pacifique, le 7 décembre 1941.
- Bataille de la mer de Corail : échec contre la Marine américaine, perte d'un porte-avions.
- Bataille de Midway : perte de 4 porte-avions et d'un croiseur lourd dans une attaque aérienne américaine.
- Bataille de Guadalcanal : lieu de sept batailles contre les États-Unis.
- Bataille de la mer des Philippines : la fin de l'aéronavale japonaise.
- Bataille du golfe de Leyte : la plus grande bataille navale de l'histoire et la fin de la marine japonaise en tant qu'acteur pouvant modifier l'issue du conflit.